# Décroissance
Pour les articles homonymes, voir Décroissance (homonymie).

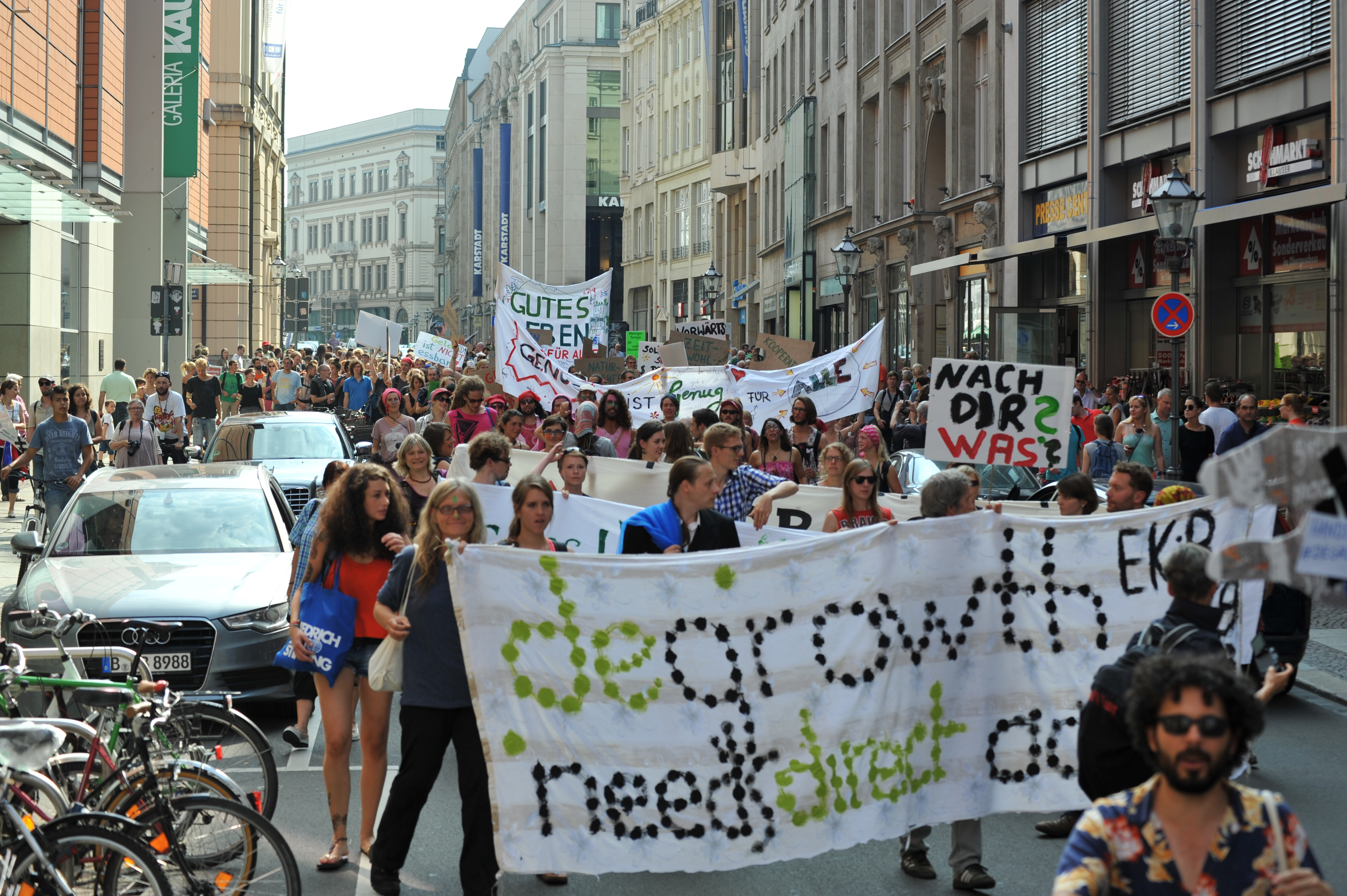
Manifestation pour la décroissance dans les rues de Leipzig (Allemagne) en septembre 2014.

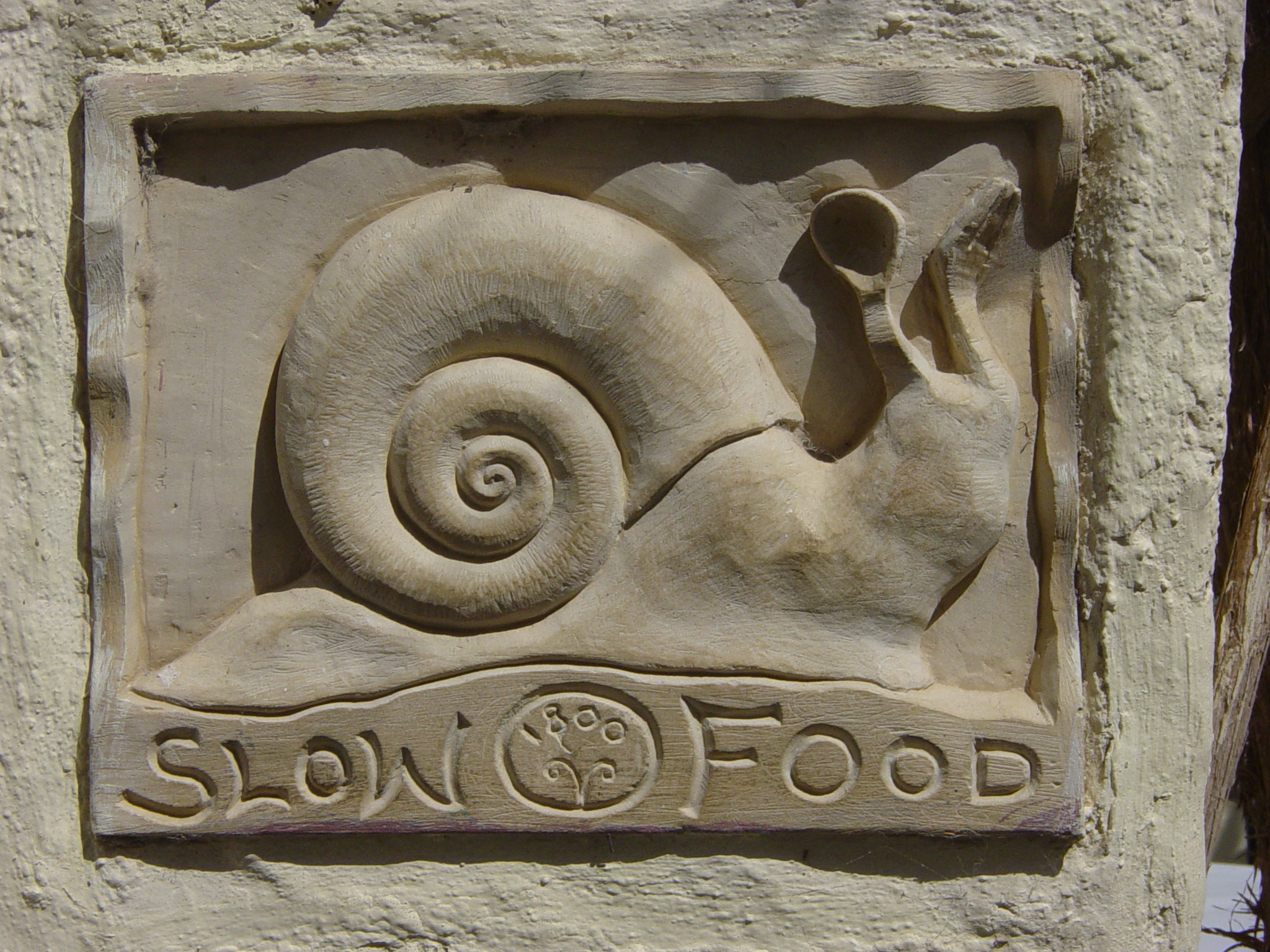
L'image de l'escargot revient fréquemment chez les décroissants pour symboliser la nécessité selon eux de mettre un terme à ce qu'ils considèrent comme un « culte de la compétitivité » entretenu par les partisans de la croissance économique.

La décroissance est un concept politique, économique et social prônant une réduction du productivisme et rejetant la poursuite de la croissance économique comme objectif des politiques publiques. Né dans les années 1970, il s'appuie sur l'idée que la croissance du produit intérieur brut (PIB) ne garantit pas l'amélioration des conditions de vie de l'humanité et la durabilité du développement.
Selon les partisans de la décroissance, le productivisme a trois conséquences négatives : des dysfonctionnements de l'économie (chômage de masse, précarité, etc.), l'aliénation au travail (stress, harcèlement psychologique, multiplication des accidents, etc.) et la pollution, responsable de la détérioration des écosystèmes et de l'extinction de l'Holocène. L'action de l'homme sur la planète a en effet fait entrer celle-ci dans ce que certains scientifiques considèrent comme une nouvelle époque géologique, appelée l'Anthropocène (qui aurait succédé à l'Holocène), et cette action menacerait l'espèce humaine elle-même. L'objectif de la décroissance est de cesser de faire de la croissance un objectif.
Partant de l'axiome selon lequel, dans un monde fini, une croissance illimitée est impossible, les « décroissants » (ou « objecteurs de croissance », même si certains considèrent ces deux dénominations comme différentes) se prononcent pour une éthique de la simplicité volontaire. Concrètement, ils invitent à réviser les indicateurs économiques de production de richesse, en premier lieu le PIB, et à repenser la place du travail dans la vie, pour éviter qu'il ne soit aliénant, et celle de l'économie, de sorte à réduire les dépenses énergétiques et ainsi l'empreinte écologique. Leur critique s'inscrit dans la continuité de celle du productivisme, amorcée durant les années 1930 et qui dépasse celle du capitalisme et celle de la société de consommation, menée pendant les années 1960.
Ce concept peut être abordé de plusieurs points de vue : politique, écologique, technocritique, éthique. Il se réfère notamment aux nouvelles approches du concept de croissance économique, notamment celles défendues dans le rapport Meadows ou par Nicholas Georgescu-Roegen, nées durant les années 1970 sous la pression de la crise écologique, quand le mot « décroissance » apparaît puis se généralise. Au sein de ce courant sont recherchées des alternatives au paradigme de la croissance (bioéconomie, localisme, basse technologie, etc.) ainsi que les moyens de les inscrire dans le champ de la politique institutionnelle, par exemple la création du Parti pour la décroissance en France en 2005.
Depuis 2001, l'adjectif « soutenable » est souvent accolé au mot « décroissance » pour mieux le faire apparaître comme l'alternative au concept du développement durable, qui bénéficie d'une plus grande reconnaissance auprès de la classe politique et des industriels mais que certains décroissants qualifient de « faux ami », voire d'« imposture », tandis que d'autres considèrent simplement qu'il est trop tard pour le mettre en œuvre.

## Histoire du mouvement
En avril 1968, un groupe de diplomates, universitaires, industriels et membres de la société civile, désireux de penser l'avenir du monde sur le long terme, s'est rassemblé sous le nom de Club de Rome. En 1970, il a passé commande d'un rapport auprès d'un groupe de chercheurs du Massachusetts Institute of Technology, mené par Dennis Meadows.

### Origine

Logo du Club de Rome.

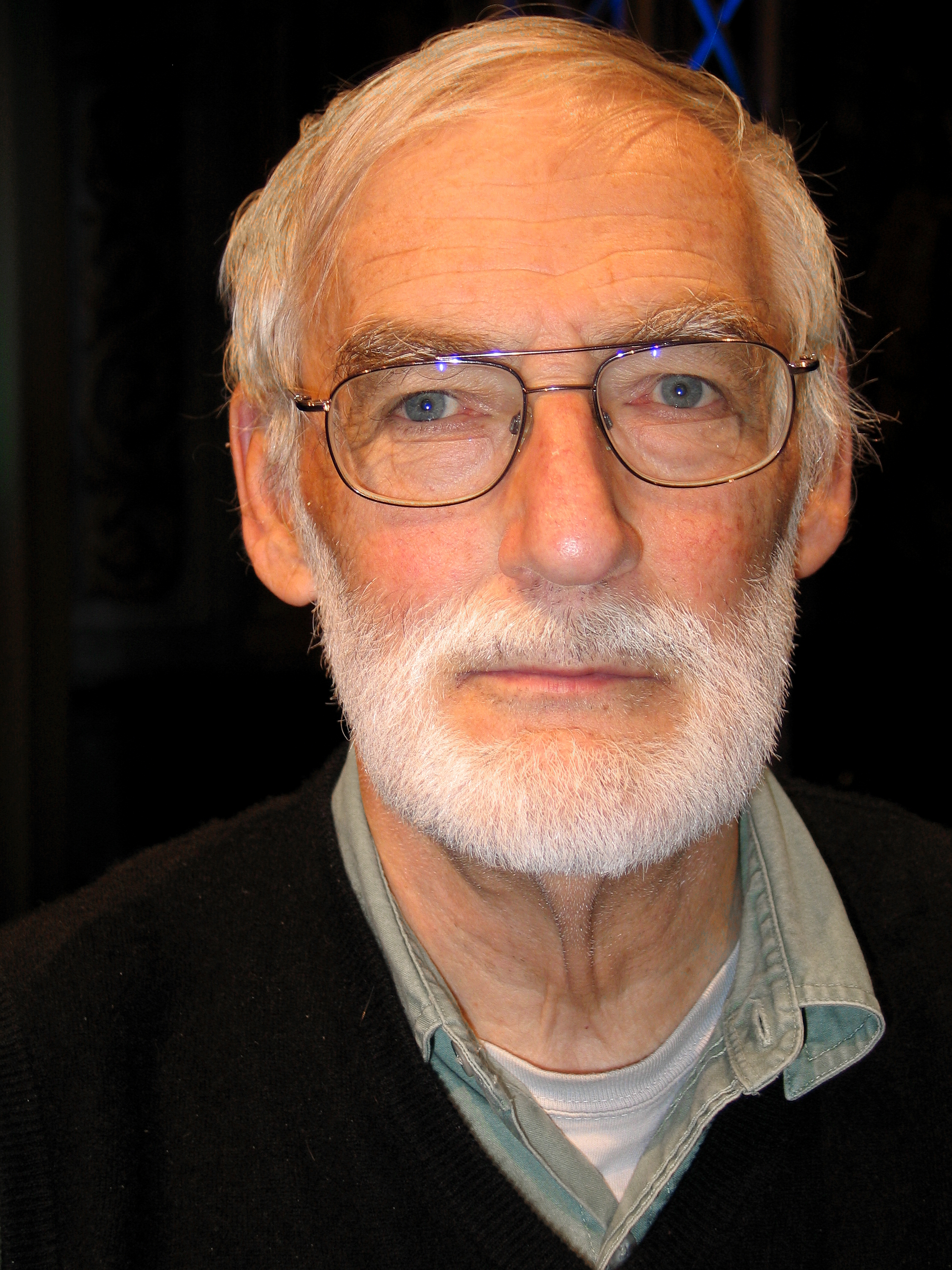
Dennis Meadows (en 2012).

Intitulé The Limits to Growth (Les Limites à la croissance), le premier rapport, dit rapport Meadows, (il y en aura trois en tout) sert de véritable déclencheur au mouvement de la décroissance. Il est publié en mars 1972, trois mois à peine avant la première Conférence des Nations unies sur l'environnement, à Stockholm (qui se déroule du 5 au 16 juin). On parle alors de croissance zéro. Il constitue en effet la première étude conséquente soulignant les dangers engendrés par la société de consommation. Traduit en trente langues, il est édité à douze millions d'exemplaires.
Le mot « décroissance » en matière économique apparaît sous la plume d'André Gorz (utilisant le pseudonyme de Michel Bosquet) dans un article paru dans le Nouvel Observateur no 397 du 19 juin 1972 : « L'équilibre global, dont la non-croissance – voire la décroissance – de la production matérielle est une condition, cet équilibre est-il compatible avec la survie du système. » et repris au cours des années 1970,.
Le 19 juin paraît un numéro hors-série du Nouvel Observateur intitulé « La dernière chance de la Terre » et tiré à 200 000 exemplaires, dans lequel le rapport est largement commenté. Y participent, entre autres, André Gorz (sous le pseudonyme de Michel Bosquet), Théodore Monod et Edgar Morin. Michel Bosquet parle de la nécessaire réduction de la consommation.
Pour Fabrice Flipo, l'objection de croissance prend ses racines dans les courants libertaires et dans la pensée de Murray Bookchin, essayiste écologiste considéré comme l'un des penseurs marquants de la Nouvelle gauche (New Left).

### Évolution (chronologie)

#### Années 1970

##### 1973
Le mensuel écologiste Le Sauvage, fondé par Alain Hervé (également fondateur trois ans plus tôt de la section française des Amis de la Terre), constitue un support de diffusion de ses idées sur l'écologie et ses relations avec le politique.

##### 1974
Intitulé Sortir de l'ère du gaspillage : demain, un second rapport est publié (un troisième rapport parait en 2004 : Review of Limits to Growth: The 30-Year Update ; il est traduit en français en 2012 sous le titre : Les limites à la croissance (dans un monde fini) : Le rapport Meadows, 30 ans après). Les rapports Meadows ne sont pas au sens strict des textes fondateurs de la décroissance car ils défendent la « croissance zéro ». Ces textes sont cependant les premières études présentant officiellement l'aggravation des dérèglements planétaires (pollution, pénuries de matières premières, destruction des écosystèmes, etc.) comme la résultante de l'idéologie croissantiste.
La même année en France, l'écologie fait son apparition sur l'échiquier politique lors de l'élection présidentielle en France (René Dumont est candidat mais ne recueille que 1,32% des votes). Bernard Charbonneau publie dans Foi et Vie un article intitulé « Coûts de la croissance, gains de la décroissance ».

##### 1975
André Gorz rassemble ses articles dans l'ouvrage Écologie et politique. L'auteur fait le constat que le développement capitaliste implique la destruction des ressources et du milieu et que seule une politique de décroissance économique (des pays à la fois les plus riches et les plus pollueurs) peut enrayer ce processus. À partir de 1972, il utilise couramment le terme de « décroissance » pour désigner son projet écologiste. Il dénonce en même temps les dangers d'une prise en compte des contraintes écologistes par le capitalisme qui profiterait ainsi de l'extension de son emprise aux domaines nouveaux de l'économie dite « verte » (recyclage, traitement des déchets et de l'eau, énergies non fossiles, produits immatériels, services à la personne, etc.). Ses thèses s'appuient en particulier sur les analyses de Georgescu-Roegen et Barry Commoner.

##### 1977
André Gorz publie un essai intitulé Écologie et liberté.

##### 1979
Jacques Grinevald rassemble et traduit plusieurs articles (dont les plus anciens remontent à 1971) de l'économiste et mathématicien américain d'origine roumaine Nicholas Georgescu-Roegen dans un ouvrage qui fait aujourd'hui référence : Demain la décroissance. Entropie, écologie, économie,. De fait, Georgescu-Roegen est considéré comme l'inventeur du concept de décroissance (sans toutefois ne jamais employer le terme) et son principal théoricien.
Georgescu-Roegen tente un rapprochement entre l'économie en général et un principe physique. Il estime que le modèle économique néoclassique est fondé sur le paradigme de la mécanique newtonienne et ne prend pas en compte les phénomènes de dégradation de l'énergie et de la matière. Il pense pouvoir fonder quant à lui son modèle économique sur le deuxième principe de la thermodynamique et la notion d'entropie selon lequel, par le biais des différents processus de production, la matière et l'énergie se dégradent de manière irréversible. Est ainsi mis en exergue l'exemple des matières premières utilisées pour la construction des ordinateurs qui sont fragmentées et disséminées à travers toute la planète, rendant pratiquement impossible la reconstitution des minerais d'origine. Quant à l'énergie utilisée pour leur fabrication, elle est dissipée en chaleur.

#### Années 1980
Le mouvement de la décroissance s'institutionnalise : des structures labellisées « décroissantes » commencent à éclore (associations, partis politiques, etc.) autour d'une presse et d'une édition spécialisées (journal La Décroissance, revues Entropia, S!lence, etc.), recourant à de multiples actions militantes (manifestations contre la publicité ou le nucléaire, etc.) et dont certaines lui sont spécifiques (occupation de zones d'aménagement différé, etc.). Le mot « décroissant » et le vocabulaire qui lui est relatif (« simplicité volontaire », « grands travaux inutiles », « zone à défendre », etc.) n'entrent dans le langage usuel qu'à partir du début des années 2000, quand la Chine et l'Inde ont rejoint la famille des pays industrialisés et que les craintes relatives au réchauffement climatique font l'unanimité des dirigeants.

##### 1982
François Partant publie La fin du développement. Naissance d'une alternative ?,.

##### 1987
Serge Latouche publie Faut-il refuser le développement ?. L'auteur avance que toutes les théories économiques sont en déroute, la pensée néolibérale ne fonctionne qu'en termes de comptabilité nationale, le socialisme est vidé de tout contenu. « La question est donc celle d'une alternative […] au « développementisme » imposé au monde par l'Occident ».

#### Années 1990

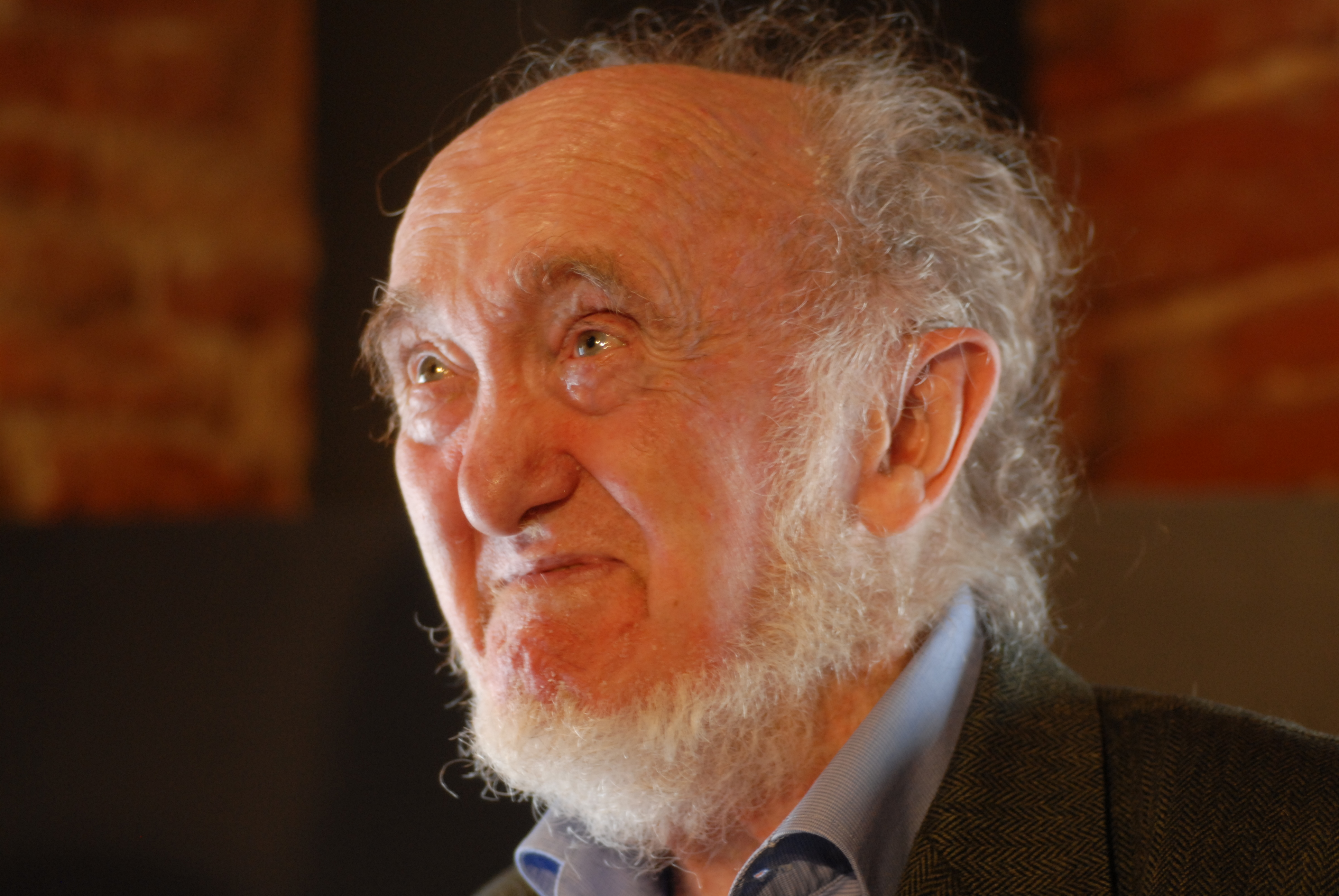
Albert Jacquard (1925-2013).

##### 1991
Albert Jacquard, dans Voici le temps du monde fini, analyse comment la pensée techno-scientifique influence de plus en plus les conceptions du monde, notamment les modèles économiques, et émet une thèse : plus la science et la technique démontrent le caractère limité des ressources naturelles et moins, paradoxalement, les responsables politiques et économiques semblent en tenir compte : « avec des moyens techniques et militaires qui sont ceux d'aujourd'hui, l'humanité continue à penser, donc à agir, en suivant des types de raisonnement qui datent du Moyen Âge ».

##### 1995
Dominique Méda publie Le travail. Une valeur en voie de disparition. Dans cet ouvrage, l'auteure fait la genèse du concept de travail et s'interroge dans les derniers chapitres sur les rapports entre travail et richesse.

##### 1996
- Gilbert Rist publie Le développement : histoire d'une croyance occidentale dans lequel l'auteur analyse la notion de développement depuis Aristote jusqu’à la crise de 2008 dans la dernière version revue et augmentée[27].
- Aux États-Unis parait Beyond Growth: The Economics of Sustainable Development, de l'économiste Herman Daly, qui se positionne dans la lignée des travaux de Nicholas Georgescu-Roegen (ouvrage non traduit)[28].

##### 1999
Dans Qu'est-ce que la richesse ?, Dominique Méda s'interroge sur ce qu'est la richesse d'une société et remet en cause le fait que le PIB constituerait une représentation adéquate de celle-ci. Cherchant à comprendre qui a pu instaurer une telle identité entre richesse et production, elle fait la genèse de ce processus en repartant du coup de force de Thomas Malthus, en revenant sur l'invention de la comptabilité nationale et sur les premiers critiques de la croissance et du PIB. Elle expose les principales critiques que l'on peut faire au PIB et la réaction des comptables nationaux. Elle propose de déterminer collectivement de nouveaux indicateurs et de substituer à la recherche de croissance le processus de civilisation. L'ouvrage reparaît en 2008 sous le titre Au-delà du PIB. Pour une autre mesure de la richesse. Considéré par Jean Gadrey comme l'ouvrage pionnier en France sur la critique de la croissance, cet ouvrage ouvre une série de coopérations et de travaux communs menés notamment par Jean Gadrey, Florence Jany-Catrice, Dominique Méda et les membres du Forum pour d'autres indicateurs de richesse qui revendiquent plutôt le terme de post-croissance (l'absence de toute référence au PIB) que celui de décroissance.

#### Années 2000
Les « décroissants » reprennent le slogan « Le monde n'est pas une marchandise », né de la mouvance altermondialiste, qui se développe en 2001 à Gênes lors d'un immense « contre-sommet » en réaction au sommet du G8 et qui s'oppose au statut et à la politique de plusieurs institutions mondiales (Organisation mondiale du commerce, Fonds monétaire international, Organisation de coopération et de développement économiques, Groupe des huit, Banque mondiale, etc.). Ils s'en démarquent toutefois, considérant qu'il reste rivé à la question du partage des richesses sans remettre en question les fondements-mêmes du développement économique.

##### 2001
En juillet, Bruno Clémentin et Vincent Cheynet imaginent le concept de « décroissance soutenable » pour l’opposer au « développement durable » afin d’engager un débat public. Selon le témoignage de Serge Latouche : « Il y avait un contexte latent qui lui était favorable, le mot est arrivé au bon moment. En fait, cela s'est fait à l'occasion d'un appel à contribution de la revue S!lence, dont un numéro devait avoir pour thème « Il est peut-être temps de relancer le mot décroissance ». Bruno Clémentin et Vincent Cheynet, ses initiateurs, insistaient sur le mot « relancer » [et] considéraient [...] que dans la notion de décroissance résidait une idée non seulement importante, mais qui faisait son chemin. »

##### 2002
- En février est publié le numéro 280 de la revue S!lence (créée en 1982) entièrement consacré à la décroissance[32].
- L'Institut d'études économiques pour la décroissance soutenable est créé à Lyon[33].

##### 2003
- Michel Bernard, Vincent Cheynet et Bruno Clémentin coordonnent l'ouvrage collectif Objectif décroissance[34].
- Serge Latouche publie Décoloniser l'imaginaire : « Promettre la richesse en produisant de la pauvreté est absurde. Le modèle occidental de développement est arrivé à un stade critique. Ses effets négatifs sur la plus grande partie de l'humanité et sur l'environnement sont évidents. Il est nécessaire de le freiner, de le ralentir, voire de l'arrêter avant que des luttes, des cataclysmes ou des guerres ne se déclenchent. Partout dans le monde apparaissent les îlots d'une nouvelle pensée créative qui aspire à une vie sociale et économique plus équilibrée et plus juste. Cette critique du développement bouscule nos certitudes et remet en question la pensée et la pratique économiques de l'Occident »[35].
- En septembre, à l'Hôtel de ville de Lyon, se tient le premier colloque international sur la décroissance soutenable : plus de 200 participants viennent de France, de Suisse et d'Italie[36].

##### 2004
- En mars est créé le journal La Décroissance. Bimestriel, il devient mensuel à partir de 2007[37].
- En France, Les Verts formalisent une position favorable à la notion de décroissance, nuancée par le concept de « décroissance sélective et équitable »[38].
- En juillet, François Schneider entreprend un tour de France d'un an sur un âne pour diffuser les idées de la décroissance[39].

Logo du Parti pour la décroissance, créé en France en 2006.

- Le réseau Rete per la decrescita est lancé en Italie[40].

##### 2005
- Paul Ariès publie Décroissance ou barbarie[41].
- Du 7 juin au 3 juillet a lieu la Marche pour la décroissance de Lyon à Magny-Cours. Les participants demandent la suppression du Grand Prix automobile de France de Formule 1, qu'ils considèrent comme un symbole d'une société de gaspillage[42].
- Le 25 novembre est organisée la première journée sans achat[43].
- La revue Entropia est créée. Son premier numéro est intitulé Décroissance et politique[44].
- Jean Gadrey et Florence Jany-Catrice publient Les nouveaux indicateurs de richesse qui rassemble l'ensemble des critiques du PIB ainsi qu'une revue raisonnée des principaux indicateurs de richesse[45].

##### 2006
- Serge Latouche publie Le Pari de la décroissance : « L'objet de cet ouvrage est de montrer que si un changement radical est une nécessité absolue, le choix volontaire d'une société de décroissance est un pari qui vaut la peine d'être tenté pour éviter un recul brutal et dramatique »[46].
- Jean-Pierre Tertrais publie Du développement à la décroissance. L'ouvrage reprend la notion altermondialiste d'alternative : « Alors que beaucoup ne soupçonnent encore ni la nature profonde ni l'ampleur du « développement », cette notion touche déjà à sa fin. C'est en effet sur ses ruines que certains envisagent de construire une autre société »[47].
- En avril est créé le Parti pour la décroissance[48],[49].

##### 2007
- Alain de Benoist, représentant de la « Nouvelle Droite », publie Demain la décroissance. Penser l'écologie jusqu'au bout. Certains dénoncent une « récupération »[50]. D'autres, tel Bernard Langlois, le soutiennent[51].
- En juillet est créé le Mouvement québécois pour une décroissance conviviale[52].
- Paul Ariès crée Le Sarkophage, bimestriel antiproductiviste et anticapitaliste qui fusionne en 2013 avec le trimestriel Les Zindigné(e)s pour devenir le mensuel Les Zindigné(e)s, revue altermondialiste favorable à la décroissance[53].
- Le Movimento per la decrescita felice est lancé en Italie[40].
- L’Entesa per decreixemente est lancé en Catalogne[40].
- Bernard Christophe, professeur émérite en sciences de gestion de l’université de Picardie Jules Verne, publie L'entreprise et la décroissance soutenable, dans lequel il étudie les conséquences de la décroissance pour l'entreprise, et comment elle peut être résiliente[54].

##### 2008
- Vincent Cheynet publie Le choc de la décroissance : « Alors que 20 % des humains s'accaparent plus de 80 % des ressources naturelles de la planète, que les capacités de celle-ci à absorber les pollutions que nous émettons ont largement été dépassées et que les ressources fossiles s'épuisent, avons-nous encore le choix, dans les pays riches, entre croissance et décroissance ? »[55].
- Le Réseau objection de croissance (ROC) est présent à Genève, puis dans les cantons de Vaud (2009), Neuchâtel, Jura et Fribourg (ainsi qu'en Suisse alémanique à Berne et Bâle)[56].
- Dominique Méda publie Au-delà du PIB. Pour une autre mesure de la richesse[57].
- Le collectif Forum pour d'autres indicateurs de richesse (FAIR) est créé et est l'interlocuteur « société civile » de la Commission Stiglitz/Sen/Fitoussi étudiant la mesure des performances économiques et du progrès social[58]. Le collectif critiquera la première version du rapport[59].

##### 2009
- Paul Ariès publie Désobéir et grandir. L'auteur appelle à « la « croissance » de l'imaginaire et des liens sociaux, afin de s'offrir collectivement une vie qui ne soit pas plus opulente, mais plus libre, plus signifiante et, finalement, plus humaine » (note de l'éditeur)[60].
- Le Parti pour la décroissance participe aux élections européennes et fonde l'Association d'Objecteurs de Croissance (AdOC)[61].
- En octobre est créé en Belgique le Mouvement politique des objecteurs de croissance[62].

#### Années 2010

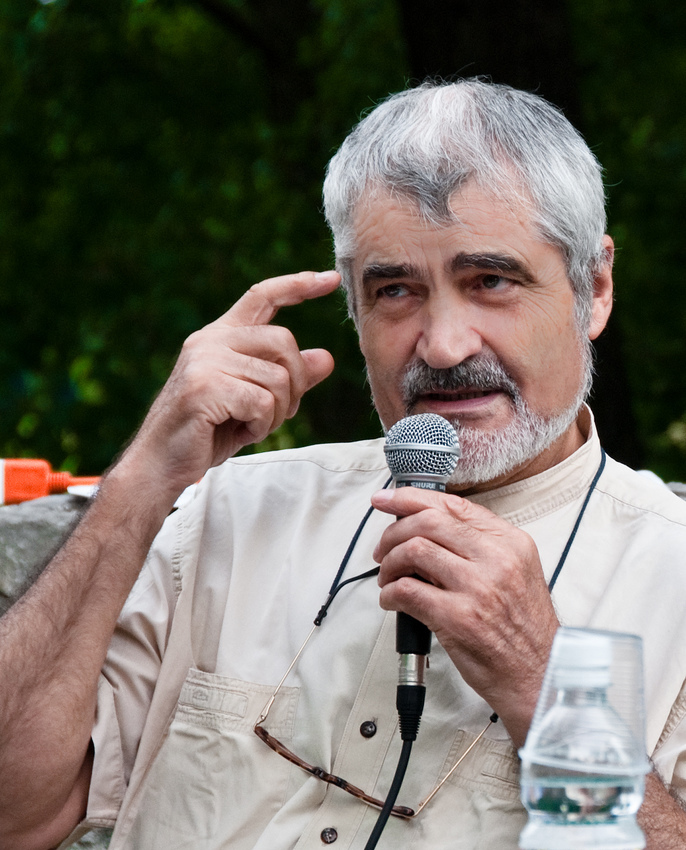
Serge Latouche.

##### 2010
Plusieurs ouvrages sont publiés sur le thème de la décroissance :
- Jean Gadrey, Adieu à la croissance : l'auteur affirme que les discours faisant valoir la croissance comme la solution à tous les maux constituent en fait une idéologie mortifère, « un facteur de crise, une menace pour la planète »[63];
- Serge Latouche, et Didier Harpagès, Le Temps de la décroissance[64] ;
- Denis Bayon, Fabrice Flipo et François Schneider, La décroissance. Dix questions pour comprendre et en débattre[65] ;
- Tim Jackson, Prospérité sans croissance[66] ;
- Paul Ariès, Décroissance et gratuité, Golias[67] ;
- Jean Aubin, Croissance infinie, la grande illusion (Préface d'Albert Jacquard)[68] ;
- Jean Aubin, La Tentation de l'Ile de Pâques (préface de Serge Latouche)[69].

##### 2011
- Serge Latouche publie Sortir de la société de consommation[70].
- L'Institut Momentum, dont l'objectif est d'« œuvrer à un nouvel imaginaire social » en vue de démystifier l'idéologie productiviste et d'en démontrer le caractère mortifère, est créé[71].
- Isabelle Cassiers publie avec quatorze universitaires et acteurs de terrain Redéfinir la prospérité aux Editions de l'Aube[72].
- Paul Ariès publie La simplicité volontaire contre le mythe de l'abondance (La Découverte)[73].

##### 2012
- En France, le mouvement de la décroissance connait ses premières divisions. En effet, le Parti pour la décroissance se désolidarise du journal La Décroissance : « Contrairement à ce qu’il stipule dans sa propre charte, le mensuel a tendance à user de son nom générique pour amener à croire qu’il fait consensus au sein de l’Objection de Croissance. Certes, (il) a sa liberté d’expression. Mais […] cette liberté masque une prise de pouvoir, un penchant à s’exprimer au nom des autres »[74].
- En septembre est créé Moins ! Journal romand d'écologie politique[75].

##### 2013
- Agnès Sinaï et d'autres chercheurs publient un ouvrage collectif, Penser la décroissance, Politiques de l'Anthropocène, aux Presses de Sciences Po[76].
- La collection « Les précurseurs de la décroissance », aux éditions Le Passager clandestin, est publiée jusqu'en 2015, avec 14 titres[77]. Serge Latouche en est le coordinateur[78].

##### 2014
En mai, Europe-Décroissance présente cinq listes aux élections européennes mais ne comptera aucun élu.

##### 2015
Dans son encyclique Laudato si', le pape François dénonce le « paradigme technocratique dominant » et prononce entre autres ces mots : « La technologie, liée aux secteurs financiers, qui prétend être l’unique solution aux problèmes, de fait, est ordinairement incapable de voir le mystère des multiples relations qui existent entre les choses, et par conséquent, résout parfois un problème en en créant un autre. […] L'heure est venue d'accepter une certaine décroissance dans quelques parties du monde, mettant à disposition des ressources pour une saine croissance en d'autres parties ».

##### 2017
Le Colloque « Déconstruire la ville : saisir la décroissance comme opportunité. Comment ? Pour qui ? » a lieu les 5 et 6 octobre à Saint-Étienne.

#### Années 2020

##### 2021-2022

Depuis 2021, Génération Écologie soutient la décroissance. Sa coordinatrice nationale, Delphine Batho, fait de ce sujet le thème central de sa campagne à la primaire des écologistes de 2021.

La décroissance apparaît lors de la primaire des écologistes de 2021 par la voix de Delphine Batho, coordonnatrice nationale de Génération écologie. Le débat entre l'économiste Timothée Parrique et Delphine Batho permet de situer le parti dans un nouvel échiquier politique, celui des non-productivistes,.

## Différentes approches

### Écologie

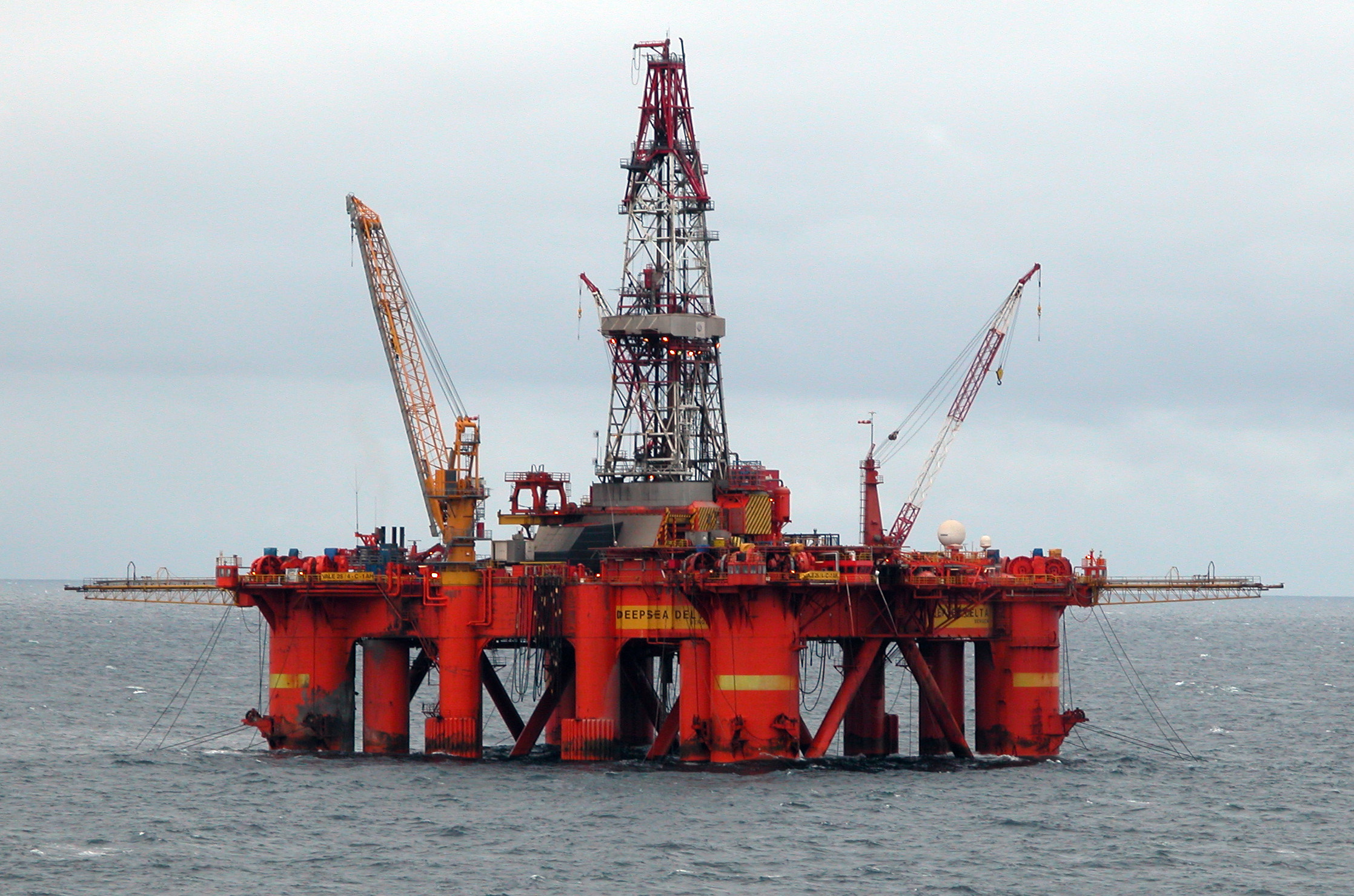
Plate-forme pétrolière en Mer du Nord.

Le concept de décroissance soulève de multiples questionnements. Les plus nombreux concernent la crise écologique planétaire car c'est au travers de leur impact sur l'environnement que les effets de l'industrialisation sont les plus spectaculaires.
- Épuisement des ressources énergétiques : pétrole (pic pétrolier mondial arrivant entre 2006[83] et 2040 selon les prévisions des compagnies et des gouvernements[84], ou qui serait déjà passé en 2005 selon Colin Campbell de l'ASPO), gaz (70 ans), uranium (entre 50 et 220 ans)[85],[86], charbon (200 ans[87], au rythme actuel de consommation) ;
- Augmentation des coûts d'extraction des ressources.
- Raréfaction de nombreuses autres ressources minières : indium, nickel, cobalt[88],[89] (ces deux derniers éléments entrent dans la composition de certains aciers), cuivre, or, zinc, plomb[90],[91], etc.
- Dégradation de l’environnement : Réchauffement climatique à cause de l'effet de serre, diminution de la biodiversité, pollutions diverses.
- Dépassement des limites planétaires.
- Apparition de nouvelles maladies[92] ;
- Évolution des modes de vie : transports, traitement des déchets, alimentation (obésité dans les pays développés, malnutrition dans les pays pauvres).

### Économie
Les modalités du processus industriel étant considérées par les décroissants comme à l'origine de la crise écologique, l'économie devient le champ de multiples questionnements, dont les conférences internationales, les Sommets de la terre et les Conférences des parties (comme la COP21) sont le théâtre.
Cinq pistes sont essentiellement explorées :
- le sens et la place du travail ;
- la pertinence des indicateurs de richesse, notamment le PIB ;
- la pertinence de la notion de développement durable, très majoritairement plébiscitée comme réponse à la crise écologique ;
- la question des équilibres entre pays riches (industrialisés) et les pays pauvres (« en voie de développement ») ;
- la nécessité de fusionner économie et écologie.

Bien que minoritaires sur ces terrains, les décroissants avancent un certain nombre d'arguments.

#### Sens et place du travail

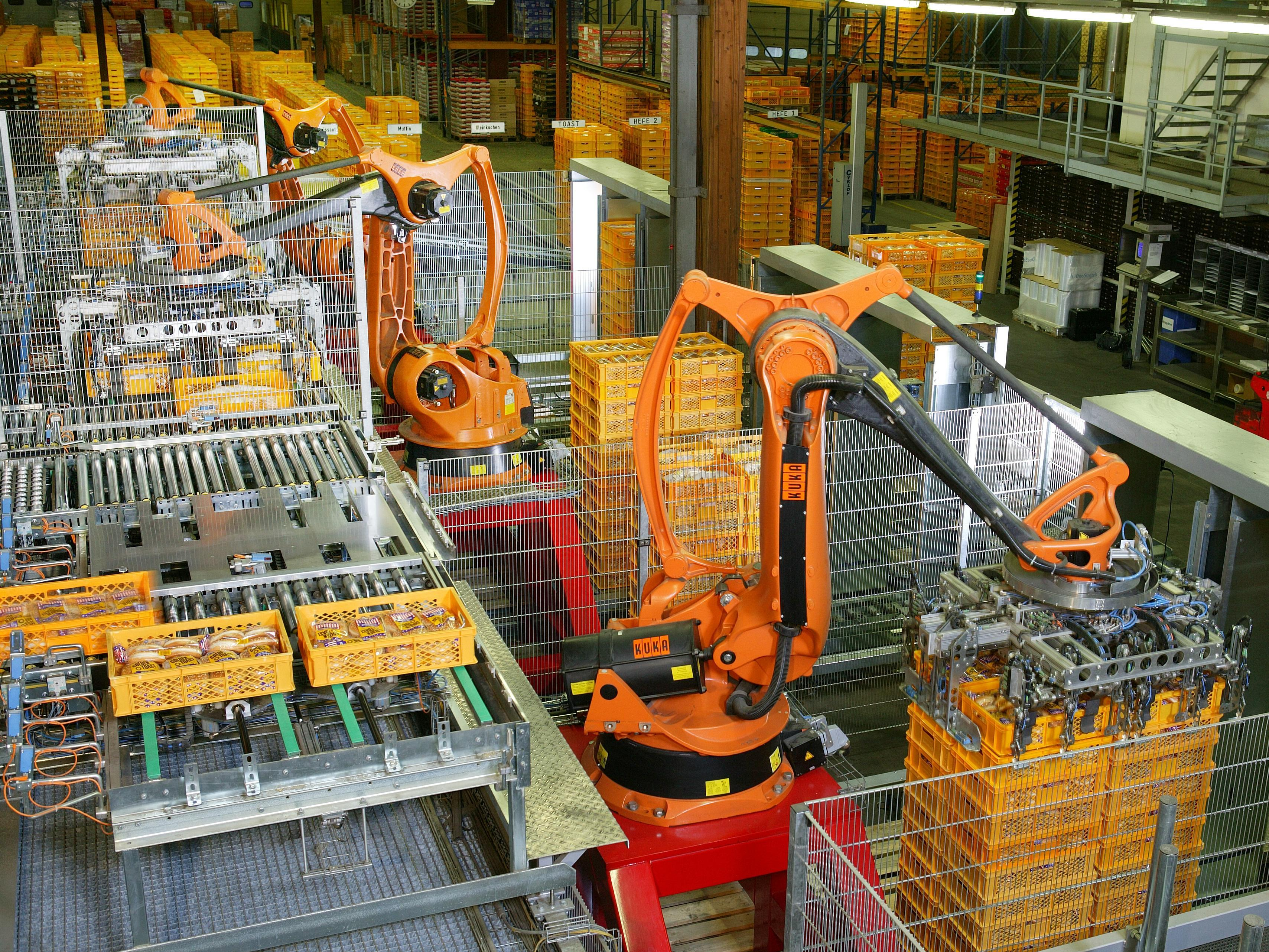
Avec la robotique industrielle, la technique devient créatrice de valeur à la place du travail.

La plupart des militants décroissants rejettent en bloc l'idéologie du travail. On l'observe en particulier dans le pamphlet L'Abolition du travail de Bob Black (1985), qui se réclame du vieux livre de Paul Lafargue, Le Droit à la paresse (1880), ainsi que dans deux films de Pierre Carles, Attention danger travail, en 2003, et Volem rien foutre al païs, en 2007. Aucun de ces témoignages ne réactualise la question de la valeur travail dans le contexte de ce que l'on appelle la révolution numérique. De même, différents sociologues (dont la Française Dominique Méda) notent qu'au fil du XXe siècle, le travail cesse d'être vécu comme une valeur mais aucun ne met en lien ce phénomène avec la montée en puissance des technologies, si ce n'est l'Américain Jeremy Rifkin, en 1995 pour proclamer que ces technologies vont mettre un terme à l'ère industrielle au profit d'une économie conviviale dite « collaborative ».
Un certain nombre de décroissants qualifient de « simpliste » les positions de Rifkin, notamment sa théorie sur la troisième révolution industrielle : « La thèse de la Troisième Révolution industrielle et tous ceux qui vantent le capitalisme numérique restent enfermés dans une vision simpliste des technologies et de leurs effets. Ils oublient de penser les rapports de pouvoir, les inégalités sociales, les modes de fonctionnement de ces « macrosystèmes » comme les enjeux de l’autonomie des techniques et des techno-sciences, sans parler de la finitude des ressources et de l’ampleur des ravages écologiques réels de ce capitalisme soi-disant immatériel ».

#### Nouveaux indicateurs de richesse
Les partisans de la décroissance reprochent au produit intérieur brut (PIB) de se focaliser sur le quantitatif sans intégrer le qualitatif : il repose exclusivement sur des valeurs de marché et ne tient pas compte du bien-être des populations ni de l'état des écosystèmes. De surcroît, les décroissants reprochent au PIB de ne pas rendre compte de l'épuisement du stock des matières premières et de ne pas intégrer les dépenses occasionnées par la destruction du biotope. Ils privilégient d'autres indicateurs, tels que l'Indice de développement humain, l'empreinte écologique ou l'indice de santé sociale.
Les partisans de la décroissance affirment que la recherche d’une évaluation de l’évolution des richesses, liée aussi bien à des besoins politiques que scientifiques, a conduit les économistes à créer des indicateurs ne prenant en compte que les aspects mesurables des richesses qui sont unifiées à travers leur équivalence monétaire. Les tenants de la décroissance arguent que la mesure du PIB est une mesure abstraite ne prenant pas en compte le bien-être des populations ni la pérennité des écosystèmes.
En effet, de nombreux éléments de la richesse ne sont pas pris en compte dans la mesure du PIB : les ressources naturelles, mais aussi les loisirs non marchands, les activités sociales et politiques qui représentent des déterminants importants de la qualité de vie perçue. Réciproquement, certaines activités sont prises en compte dans la mesure du PIB, qui sont pourtant généralement perçues comme n'allant pas dans le sens de « l'utilité et la jouissance de l'espèce humaine ». L'exemple souvent repris dans la littérature sur la décroissance est l'exemple économique classique, critiqué par Frédéric Bastiat dans son sophisme de la vitre cassée, mis en lumière par John Maynard Keynes et repris par Jean Gadrey et Florence Jany-Catrice.
De ces décalages entre le concept de richesse et sa représentation par le PIB, il peut résulter des critiques sur les moyens de mesure de la richesse plutôt qu'à la notion de croissance elle-même. Elles ne forment cependant pas l'intégralité des approches discutées dans le cadre de la décroissance puisque d'autres sont fondées sur la critique, à la fois plus radicale et plus générale, de l'« invention de l'économie ». Une partie de la mouvance de la décroissance propose de « sortir de l’économie » et remet en cause les catégories de base de l’économie : les « besoins », les « ressources », la « rareté », la « valeur », la « richesse », etc.

#### Dénonciation du concept de «développement durable»
Alors que l'écologie est au cœur de leur mobilisation, les décroissants se démarquent du concept de « développement durable », consacré en 1987 dans le Rapport Brundtland et qui constitue selon eux un oxymore, voire une imposture. Pour Thierry Noël, candidat en 2015 aux élections législatives et proche des mouvements en faveur de la décroissance, « affirmer être de gauche ou prôner une quelconque écologie politique sans être antiproductiviste n'est qu'une mystification ». D'autres tenants de la décroissance font valoir que l'expression « développement durable » « devrait à elle seule susciter [la] perplexité, sinon [le] scepticisme » et font observer que les industriels américains et français ont très vite adhéré à ce concept et y ont vu « un accélérateur de croissance pour les entreprises » (slogan du Medef en 2009),.

#### Équilibres Nord-Sud
Certains tenants de la décroissance envisagent une croissance pour les zones peu développées et les communautés et individus les plus pauvres, mais considèrent que le processus n'est pas « durable ». Un développement durable impliquerait de toujours différencier le développement qualitatif et humain (le développement du bien-être, scolaire, culturel et de règles de fonctionnement communautaires harmonieuses, etc.) des aspects matériels limités par leur consommation de ressource. La biodiversité doit être préservée. Le développement devient alors nécessairement un « écodéveloppement » plus respectueux de l'environnement et de l'Homme (d'où les idées émergentes de haute qualité environnementale et d'écocertification plus ou moins bien appliquées selon les cas). Pour atteindre ce but :
- Il faut préserver les populations d'une conjoncture mondiale de fin des ressources vitales. La relocalisation des économies (priorité à la production et à la consommation locales et à la réduction des transports motorisés) en est un des moyens proposés.
- Il est nécessaire de faire profiter les zones pauvres des meilleures techniques et stratégies en matière d'efficacité énergétique et écologique.
- Des idées récemment reformulées, mais qui étaient embryonnaires dans l'écodéveloppement d'Ignacy Sachs ou de René Dumont puis de René Passet sont la notion de « remboursement de la dette écologique », voire d'une dette sociale, et une réduction partagée et équitable de l'empreinte écologique, dans une vision de développement solidaire.
- Exploitation des ressources des pays dits du Sud au profit de ceux dits du Nord, ressources énergétiques et minières, et ressources agricoles (cultures fourragères au détriment des cultures vivrières). Circuit économique parfois considéré comme « néocolonial » ou « post-colonial ». Selon certaines extrapolations il faudrait entre trois et huit planètes Terre pour que la population mondiale puisse vivre à la manière d'un Européen[105].
- Répartition inéquitable de l'accès aux ressources et aux richesses produites dans les pays développés, et entre les pays développés et les pays en voie de développement.
- Déclin d'autres explications de la crise écologique, telles que le marxisme. Le fait que les pays se réclamant du marxisme ne protégeaient pas mieux la planète que les autres pays menait à la conclusion que le marxisme était incapable de proposer une solution à la crise écologique.

#### Une proposition: la bioéconomie
En 1971, Nicholas Georgescu-Roegen entend rapprocher l'économie et l'écologie et propose une réforme de l'approche économique ayant deux dimensions :
- sur le plan épistémologique, il suggère que l'on abandonne la mécanique rationnelle, à l'origine de l'école néoclassique en économie et que la biologie et la thermodynamique deviennent des critères d'approche ;
- du point de vue environnemental, il met en avant les contraintes naturelles qui s'exercent sur l'activité économique.

### Technologie
Certains militants de la décroissance reprennent les thèses de Jacques Ellul, Günther Anders et Ivan Illich. Ils ne visent pas la technique ou les machines en elles-mêmes mais le « mythe » du progrès technique et son fondement, la « recherche en toute chose du moyen absolument le plus efficace », quête qu'eux-mêmes considèrent comme l'expression de la volonté de puissance. Le sociologue Alain Gras, l'économiste Hélène Tordjman et l'historien François Jarrige, membres de l'association Technologos, font partie de cette mouvance.
Jacques Grinevald, puis Alain Gras (qui tient une tribune dans le journal La Décroissance) affirment que les sociétés modernes se sont engagées dans une impasse quand elles ont fondé l'économie sur le moteur thermique. Un second niveau a été atteint selon eux quand elles se sont placées sous la dépendance du pétrole, au début du XXe siècle. En un peu plus d'un siècle, avancent-ils, les humains ont pillé une partie considérable de l'énergie fossile qui s'était accumulée dans les sous-sols au fil des âges géologiques. Pour autant, ils considèrent les « technologies vertes » comme une nouvelle « fuite en avant technologique » : censées remédier aux problèmes, elles perpétuent la prédation des ressources naturelles. Ainsi les métaux nouvellement utilisés – cobalt, indium, gallium, etc. et les terres rares – lanthanides… - exigent la destruction d'immenses zones. Le pic pétrolier n'est qu'un aspect de la situation, des pics de production seront bientôt franchis avec les composants électroniques, avertit l'ingénieur Philippe Bihouix, qui se prononce pour un abandon des techniques de pointe (« high-tech ») au bénéfice de ce qu'il appelle, par goût de la contradiction, les low-tech. Selon lui, il faut mettre un terme au mythe de l’innovation : les produits ne doivent pas être « nouveaux » mais simples, durables, recyclables, fabriqués en quantité nécessaire et suffisante, diffusés dans un périmètre limité (pour éviter les dépenses liées au transport) et surtout répondre à des besoins vitaux et non superflus.

### Politique

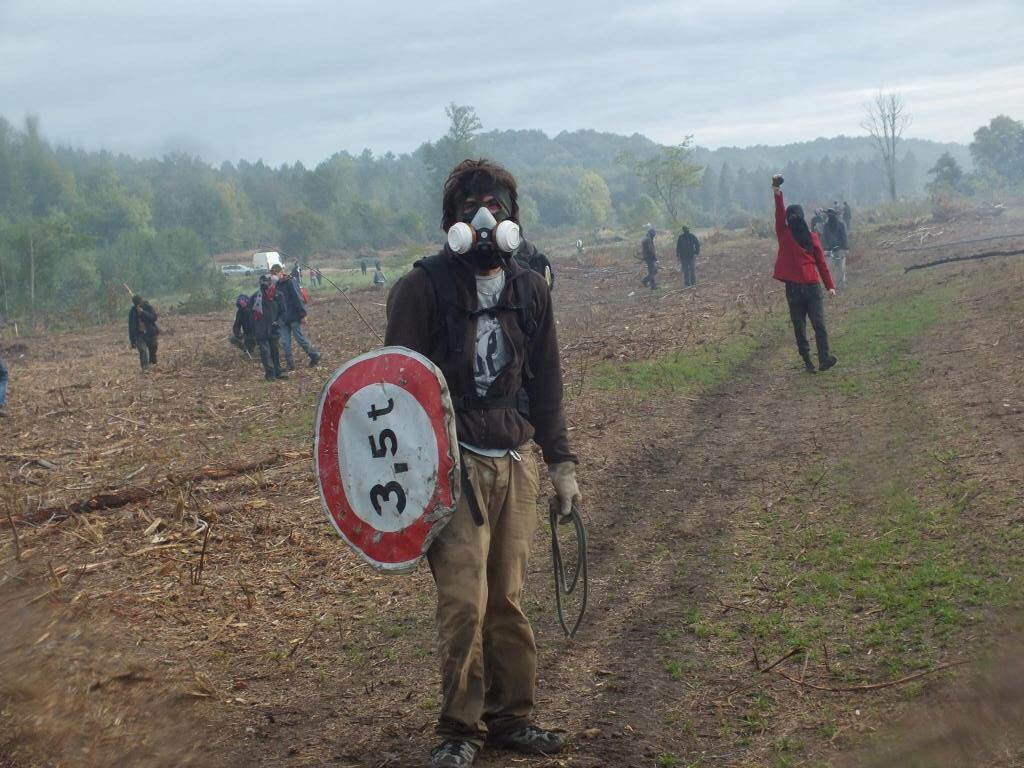
Opposants au barrage de Sivens en octobre 2014.

Dans la mouvance anarchiste de Murray Bookchin, un certain nombre de militants optent pour les pratiques de désobéissance civile, invoquant le droit à violer la loi au nom de la légitimité. Cette tendance se traduit dans les villes par des actions antipub et des occupations de locaux industriels et mène parfois à l'occupation de zones entières, baptisées « zones à défendre » (ZAD) par leurs protagonistes. L'exemple le plus connu en France est celui de la ZAD de Notre-Dame-des-Landes, au nord de Nantes, où s'étaient mobilisés depuis 2008 un certain nombre d'opposants au projet de construire un nouvel aéroport, projet qu'ils qualifiaient d'inutile et imposé.
Totalement en marge de ce courant, voire à contre-courant, d'autres militants cherchent à traduire l'idée de décroissance dans un cadre institutionnel, voire dans une optique partidaire tout en reconnaissant l'extrême difficulté à le faire en l'état des choses. Latouche considère que cette inscription dans le champ politique ne peut s'opérer qu'au prix d'une « décolonisation de l'imaginaire », passant elle-même par une démystification radicale de la société de consommation. Parmi ces acteurs figure Yves Cochet (ministre de l'Environnement et de l'Aménagement du territoire en 2001-2002), qui tente en 2004 d'introduire l'idée de décroissance au sein de son parti (Les Verts), puis auprès de la nation, en 2007, lorsqu'il est candidat à l'élection présidentielle, enfin auprès de l'Assemblée nationale, en octobre 2008. « On n'a pas à choisir si l'on est pour ou contre la décroissance, elle est inéluctable, elle arrivera qu'on le veuille ou non », résume-t-il. Estimant qu'aucune radicalité ne peut émerger d'un parti écologiste, certains militants fondent leur propre parti en 2006, le Parti pour la décroissance, sans toutefois remporter de succès significatif dans l'opinion.
Selon Simon Persico, « le marxisme, la social-démocratie ou le libéralisme sont ancrés […] dans l'éthique expansionniste ». Cela concourt selon lui à expliquer les difficultés à adopter des mesures telles que la taxe poids lourds ou la fermeture de la centrale nucléaire de Fessenheim.
Le parti politique français Génération écologie adhère au projet politique de la décroissance et de respect des limites planétaires, et dénonce les dérives de l'extractivisme, du productivisme et du consumérisme, qui affectent à la fois le climat et la biodiversité, et la société (de la frustration à la violence produits par les inégalités sociales). Delphine Batho présente le projet de la décroissance lors de la primaire des écologistes de 2021 et finit en troisième position.

#### Mesures préconisées
Les objecteurs de croissance axent leurs revendications sur une conception du monde dépassant largement les cadres de l'économie et des critères marchands ; en premier lieu une reconsidération radicale de la place du travail.

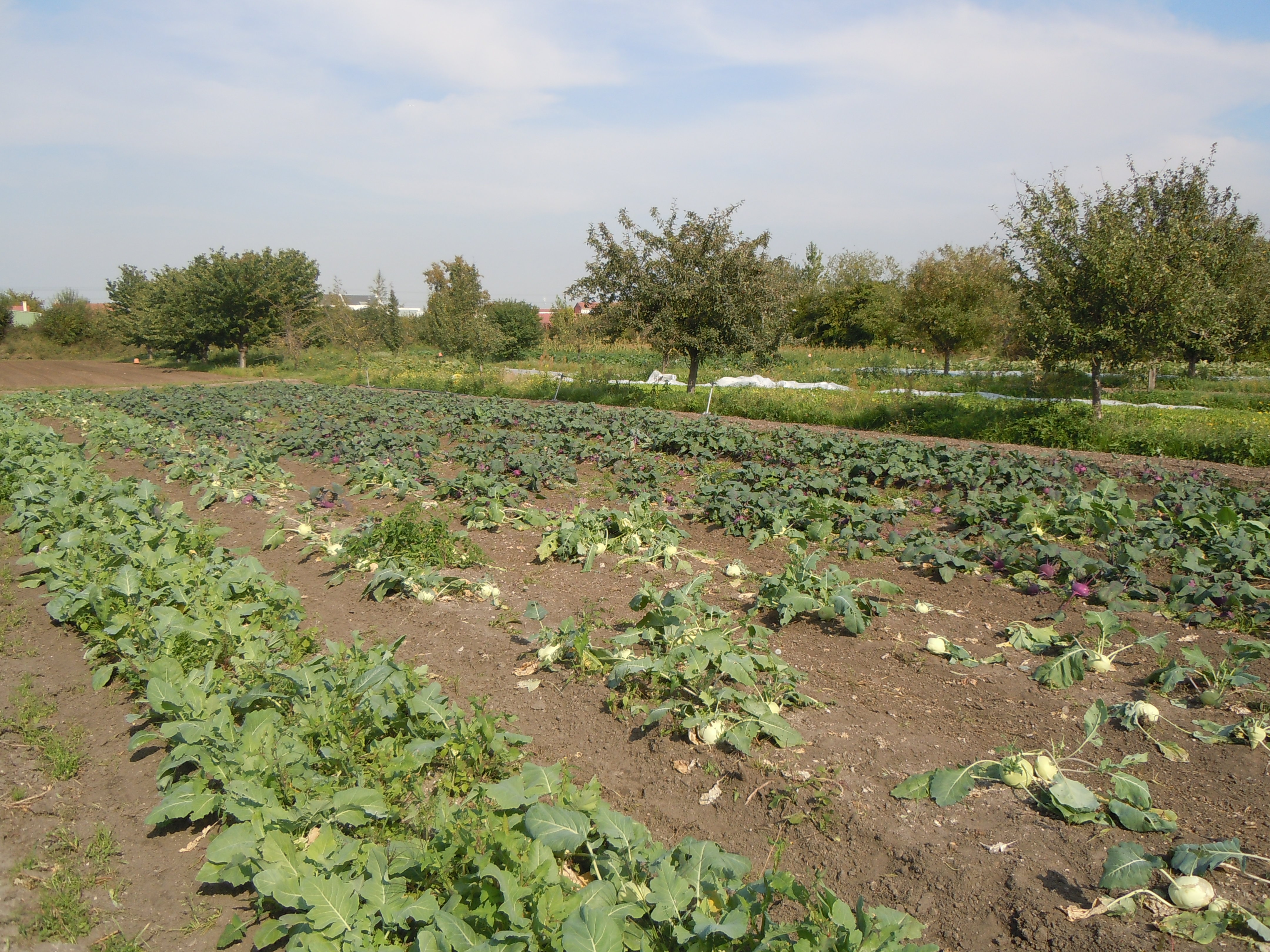
Cultures maraîchères biologiques de l'association pour le maintien d'une agriculture paysanne des Jardins de Conflans à Conflans-Sainte-Honorine.

Les décroissants préconisent certaines mesures :
- l'organisation de la diminution de la consommation d'énergie : diminution de la production, efficacité énergétique, etc. ;
- la mise en place de systèmes d'énergie renouvelable ;
- la recommandation de modes de vie plus simple (moyens de locomotion non polluants), par la sobriété énergétique ;
- la relocalisation économique, pour réduire les transports de marchandises, donc l'empreinte écologique ;
- la mise en place d'un revenu social inconditionnel.

Ce modèle se développe en premier à l'échelle local. Apparaissent des initiatives locales qui s'inscrivent dans une démarche décroissante telles que les associations pour le maintien d'une agriculture paysanne, qui sont une alternative à l'industrie agro-alimentaire et qui illustrent ce que Serge Latouche nomme la « sortie de l'économie », c'est-à-dire la transformation du rapport client-fournisseur en un lien relocalisé de coproduction et de cogestion. Ainsi, au sein des associations pour le maintien d'une agriculture paysanne la valorisation des produits (fruits et légumes) ne dépend pas de la loi de l'offre et de la demande. La relation entre le producteur et les adhérents est une relation d'entraide et de soutien qui dépasse le cadre économique du simple rapport marchand.

### Publicité

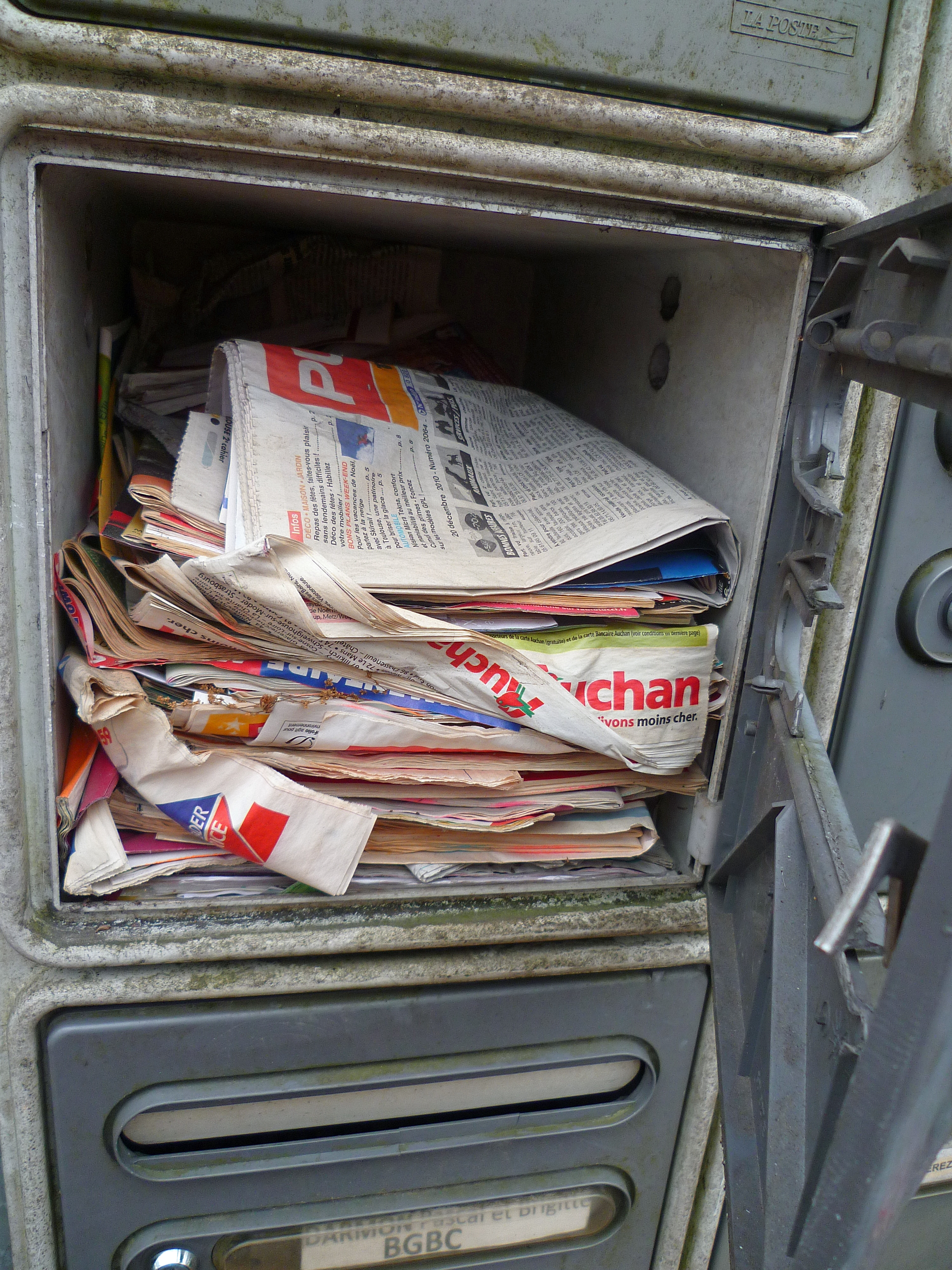
Le matraquage publicitaire.

Les décroissants dénoncent le matraquage publicitaire. Définissant la publicité comme le premier instrument de propagande du productivisme, ils critiquent non seulement les avalanches de prospectus dans les boîtes aux lettres (source d'un gaspillage de papier phénoménal) mais la multiplication des panneaux géants dans les villes, qui défigurent les paysages et imposent une culture marchande, notamment aux jeunes générations, a priori moins critiques que leurs ainées.
La réaction à l'inflation publicitaire s'amorce à la fin des années 1960, à Paris, quand les situationnistes (dont Guy Debord) pratiquent le détournement d'affiche.
Mais c'est en 1977, en Californie, que le mouvement antipublicitaire émerge véritablement, avec le Billboard Liberation Front. Celui-ci essaime en Australie en 1983 ; ensuite en France, avec les Humains associés et leurs campagnes d'affichage de contre-publicité humaniste (en 1987) ; puis au Canada, via le magazine Adbusters, qui promeut toutes sortes de campagnes antipub (en 1989).
À partir de 1999, en France, parait la revue annuelle Casseurs de pub (en fait un dossier annuel joint au journal mensuel La Décroissance). En 2003, le terme « antipub » devient une appellation médiatisée en France, après des actions spectaculaires menées à l'encontre de l'affichage publicitaire dans le métro parisien durant l'automne.

### Éthique
Alors qu'au-delà des distances et des époques, dans une remarquable convergence, les philosophies antiques et les religions prônaient un idéal de dépouillement et de frugalité, par un renversement de valeurs, c'est maintenant la goinfrerie qui est élevée au rang de haute vertu. De normale, la simplicité est devenue subversive.
La plupart des décroissants dénonçant dans l'idéologie de la croissance une conception du monde utilitariste marchande lui opposent une approche désintéressée, fondée, sinon sur l'ascèse, du moins sur la simplicité volontaire, et rejetant tout ce qui évoque la notion de puissance, principalement l'argent, le pouvoir politique (notamment l'État) et les outils sophistiqués[source insuffisante].

## Critiques

### Critiques sur le plan économique
Pour de nombreux économistes, libéraux ou keynésiens, la croissance économique est perçue positivement. La croissance économique permettrait notamment, si la richesse créée était correctement distribuée, une amélioration du niveau de vie des ménages défini comme la quantité et la qualité des biens qu'ils peuvent consommer. La loi d'Okun indique également qu'elle permettrait empiriquement une baisse du chômage. Par ailleurs, une corrélation entre la qualité des systèmes de santé et l'espérance de vie d'une part et le PIB par habitant d'autre part est empiriquement observable. À l'inverse, les épisodes de décroissance économique sont perçus négativement et qualifiés de récession économique. Pour le chercheur Wim Naudé, le monde connaît déjà une décroissance, qui a des effets négatifs sur l'innovation, les migrants et le bien-être économique.
Si un petit nombre d'économistes contestent la réalité même de l'épuisement des ressources naturelles, la plupart contestent avant tout la réponse proposée par la décroissance à ce défi, et estiment que la décroissance n'est ni nécessaire ni souhaitable pour y faire face.

#### Autorégulation du marché
Selon les économistes Robert Solow et Joseph E. Stiglitz (récompensés par le « Prix Nobel » d'économie en 1987 et 2001), répondant aux travaux de Nicholas Georgescu-Roegen, le capital et le travail peuvent se substituer aux ressources naturelles que ce soit directement ou indirectement dans la production, assurant la pérennité de la croissance ou tout du moins un développement durable.
Un des présupposés essentiels de la décroissance est que le monde manquera de matières premières et qu'il faut donc réduire la production afin d'en limiter l'usage. Cette façon de poser le problème est critiquée par Robert Solow. Selon lui, se demander quelle quantité de tel ou tel produit nous pouvons nous permettre d’utiliser est « une façon étroite et préjudiciable de poser la question ». Ce qui est important, c'est le capital humain, la capacité des personnes à inventer de nouvelles solutions : « Il est très facile de substituer d'autres facteurs aux ressources naturelles, il n'y a donc pas de « problème » de principe. Le monde peut, en fait, se débrouiller sans ressource naturelle, donc l'épuisement n'est qu'un événement, pas une catastrophe ». Toutefois Solow est partiellement revenu sur ce point de vue en déclarant qu'« il est possible que les États-Unis et l'Europe se rendent compte que […] soit la croissance continue sera trop destructrice pour l'environnement et qu'ils sont trop dépendants de ressources naturelles rares, soit ils feraient mieux d'utiliser l'augmentation de la productivité sous forme de loisirs ».
L'économiste et statisticien Bjørn Lomborg, favorable à l'exploitation des énergies fossiles et défavorable au développement des énergies renouvelables, va plus loin et accuse les partisans de la décroissance d'irresponsabilité en faisant selon lui l'apologie d'une société primitive. Lomborg écrit ainsi : « Si notre société, qui a épuisé le pétrole et le charbon, a simultanément mis au point un nombre considérable de connaissances, de capital et de moyens techniques afin d’être en mesure d’utiliser d’autres sources d’énergie à moindre frais, c’est un acte plus responsable que de laisser l’énergie fossile sous la terre telle quelle ».

#### Anti-malthusianisme

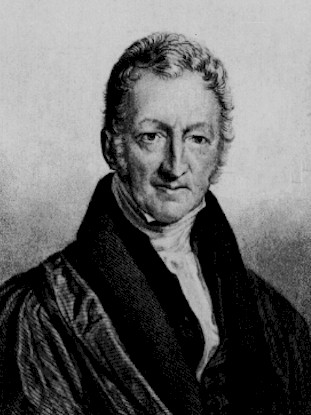
Au début du XIXe siècle, l'économiste anglais Thomas Malthus a étudié les liens entre croissance et démographie.

Certains opposants à la décroissance l'assimilent à une forme de néo-malthusianisme économique, ou à une résurgence de formes antérieures du malthusianisme sous-tendant que la croissance est conditionnée par l'exploitation des ressources, les thèses « anti-malthusiennes » prônant au contraire que l'exploitation des ressources dépend du développement économique. Ainsi, l'économiste du développement et géographe Sylvie Brunel considère que le succès de la décroissance et du développement durable participe d'une « résurgence du malthusianisme ». Selon elle, le monde n'est pas près de manquer de ressources, « des réserves de production considérables existent, autant en augmentant les rendements […] qu'en étendant les surfaces cultivées […]. La planète est parfaitement capable de nourrir une population qui ne doublera plus jamais. Elle est en réalité loin d'avoir atteint sa « capacité de charge » ».

#### Contestation de l'épuisement des ressources
Par le passé, certaines prévisions sur l'épuisement des ressources énergétiques se sont révélées inexactes. Cécile Philippe, directrice de l'Institut économique Molinari rappelle ainsi que, par exemple, dès 1914, le Bureau des mines aux États-Unis estimait que la production future de pétrole était limitée à 5,7 millions de barils, soit peut-être dix ans de consommation. Elle prétend également, entre autres exemples, que le rapport Meadows prévoyait en 1972 pour avant la fin du XXe siècle un épuisement de certaines ressources dont la substitution paraissait impossible.
À l'inverse des prévisions sur l'épuisement des ressources énergétiques, Daniel Yergin, spécialiste américain de l'énergie, considère que, grâce aux réserves et au progrès technique, « le monde n'est pas près de manquer de pétrole ». Toutefois le géologue Marion King Hubbert, qui a étudié le phénomène du pic pétrolier et a donné son nom au modèle appelé « pic de Hubbert », annonça avec justesse en 1956 que la déplétion pétrolière commencerait en 1970 aux États-Unis. Hormis les pays producteurs de pétrole du Moyen-Orient, pratiquement tous les autres pays producteurs ont dépassé leur pic de production de pétrole conventionnel.

#### Développement des pays du Sud
Une des principales critiques opposées à la décroissance par ses détracteurs est que les classes bourgeoises des pays développés, sous couvert de protéger l'environnement, souhaiteraient en fait empêcher les pays dits « en développement » d'emprunter le même chemin économique que les pays occidentaux. L'économiste du développement et géographe Sylvie Brunel estime ainsi que les mouvements de développement durable et de décroissance sont nés dans l'affolement des années 1970 face à la montée de la population du Tiers Monde. Elle ajoute : « la peur du nombre suscite des prévisions catastrophiques ». Elle considère qu'en est sortie une politique qui a stigmatisé les pauvres, accusés de « dilapider les ressources de la planète ». Selon Sylvie Brunel, le développement des pays du Nord permet, entre autres, de tirer celui des pays du Sud. Avec son raisonnement, faire décroître les pays développés aurait donc des conséquences négatives pour les pays en développement qui perdraient des marchés pour exporter leurs matières premières, leurs produits manufacturés et leurs services.
Selon Serge Latouche, il n'est pas question de décroissance pour les pays les plus pauvres, mais seulement d'emprunter le bon chemin de leur développement, vers une société de « décroissance choisie ».

#### Dématérialisation de l'économie
La théorie de la croissance endogène considère que les facteurs humains, la connaissance et l'innovation technique prennent le relais d'une croissance basée sur des facteurs matériels.
À la marge, un courant de pensée estime que le XXIe siècle sera celui de la noosphère, où la principale ressource sera l'information et la culture. Par exemple les partisans de la société de l'information, considèrent que l'humanité est entrée dans une nouvelle ère technologique, et qu'il est désormais possible, grâce à l'informatique et aux télécommunications, de créer de la richesse (i.e. de la croissance) en produisant des services et de l'information. Cette production « immatérielle » est considérée comme non-polluante, ce qui permet à certains penseurs (notamment Joël de Rosnay ou Bernard Benhamou) d'affirmer qu'il est possible de générer de la croissance sans produire de déchets.

### Critiques sur le plan psychologique
Selon Bertrand Piccard, qui a le premier effectué un tour du monde avec un avion solaire, la décroissance n'est pas tenable sur le plan psychologique, comme l'a montré la crise du Covid-19. Les émissions de CO2 ont certes chuté de 6,7 % entre 2019 et 2020, mais au prix de faillites d'entreprises et de suppressions d'emplois, entraînant autant d'effets négatifs sur le plan psychologique. C'est pourquoi, entre la croissance quantitative du PIB et la décroissance, il prône une troisième voie, qu'il appelle la croissance qualitative. Il a identifié pour cela plus de 1 000 solutions innovantes qui à la fois préservent l'environnement et sont rentables économiquement. Les plus de 1 000 solutions sont disponibles sur le site de la fondation Solar Impulse.

### Critiques en provenance du milieu scientifique

#### Théorie de la destruction créatrice
Le concept économique de la décroissance est fondé sur l'hypothèse que produire toujours plus implique de consommer de plus en plus d'énergie ou de matières premières, tout en diminuant la main-d'œuvre pour la remplacer par des machines. Cette analyse a toutefois été contestée par l'économiste Joseph Schumpeter en 1911. Dans son ouvrage Théorie de l’évolution économique, il estime que la technique et le progrès technique permettent de produire plus avec moins, y compris dans le domaine des services. C'est que l'on appelle destruction créatrice, c'est-à-dire disparition de secteurs d'activité conjointement à la création de nouvelles activités économiques : toute innovation technologique importante entraîne un processus de destruction créatrice.
L'une des critiques qu'on pourrait apporter aux théories économistes classiques est qu'elles sont découplées des contingences matérielles, comme les matériaux, les déchets ou les dommages écologiques. Un secteur d'activité peut disparaître, mais pas les déchets que ce secteur a créé.

#### Résolution des problèmes environnementaux par la science

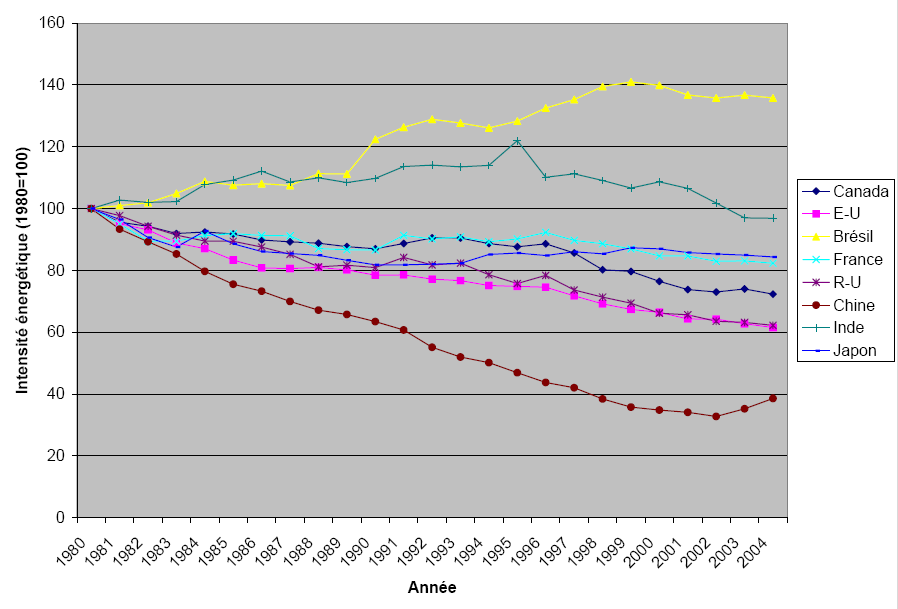
Diagramme indiquant l'évolution de l'intensité énergétique des grandes économies mondiales depuis 1980.

Certains penseurs estiment que les progrès de la science permettront de résoudre les problèmes énergétiques et liés à l'élimination des déchets. Ainsi, le géochimiste et homme politique Claude Allègre écrit en 2007 à propos de la décroissance : « Or, c’est exactement le contraire qui est souhaitable pour développer l’écologie. Il faut en faire le moteur d’une croissance vigoureuse, un élément essentiel du progrès économique et social ! ». Allègre considère que la décroissance conduirait à imposer une réduction de la croissance des pays pauvres.
Il affirme[réf. nécessaire] que l'évolution de l'intensité énergétique des grandes économies mondiales a fortement baissé depuis vingt ans (cf. graphe), « bien que plus lentement » que la croissance du PIB. Par exemple, les activités de recherche et développement dans le domaine de l'énergie nucléaire pourraient fournir des solutions de substitution face à la probable pénurie de pétrole. À plus long terme, les partisans de la fusion nucléaire prédisent que les réacteurs de type ITER seront des sources d'énergie quasiment inépuisables et peu polluantes. L'économiste Tim Jackson distingue pourtant dans son ouvrage Prosperity without Growth les notions de « découplage relatif » (baisse d'énergie nécessaire par produit) et « découplage absolu » (baisse en consommation totale d'énergie par un secteur) et indique que la consommation absolue en énergie continue à augmenter en dépit des améliorations technologiques (voir aussi élasticité énergétique).
L'intensité énergétique est un des facteurs de l'identité de Kaya, qui tend à démontrer, comme l'explique par exemple Jean-Marc Jancovici, que soit la décroissance économique, soit la décroissance de la population sont indispensables pour éviter la catastrophe écologique.
Par ailleurs, la décroissance implique une baisse globale de la consommation énergétique, ce qui ne contredit pas la recherche d'énergies nouvelles, moins polluantes.

#### Critique de la bio-économie de Georgescu-Roegen
L'économiste roumain Nicholas Georgescu-Roegen a fondé sa « théorie bioéconomique » sur une interprétation de la seconde loi de la thermodynamique pour s'opposer à une croissance matérielle et énergétique illimitée, invitant à une décroissance économique. Le psychanalyste Jean Zin estime que cette analogie contredit l'analyse scientifique des phénomènes d'émergence et de néguentropie qui affectent les systèmes dynamiques complexes tels que l'organisation sociale humaine.
Le phénomène de néguentropie se passe sur une durée de temps qui dépasse largement le siècle, voire le millénaire. Ce phénomène paraît donc négligeable pour l'épuisement des ressources au XXIe siècle.

### Critiques de la décroissance par certains partis politiques

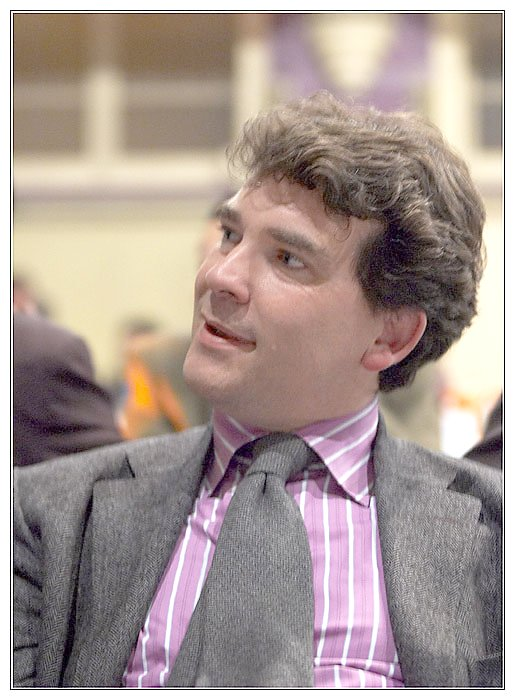
Arnaud Montebourg, ministre français de l'Économie, du Redressement productif et du Numérique en 2014.

L'ensemble des partis politiques ont délaissé des questions de fond telle que la valeur-travail. La question de la réduction du temps de travail est traitée dans une perspective comptable[non neutre]. Le Parti socialiste français reste attaché à la doctrine productiviste, au motif que la croissance est créatrice d'emplois. Éludant également la question du remplacement des emplois par la robotique, le parti s'oppose aux arguments des zadistes, notamment à Notre-Dame-des-Landes et au Barrage de Sivens. La gauche antilibérale réduit le thème de la croissance à la question de son partage sans la remettre elle-même en cause[non neutre]. Au sein des Verts, la question de la décroissance divise les militants, les positions d'Yves Cochet restant à la marge.
On n'y fait pas la différence entre la croissance d'une production et celle qui vise à augmenter les bénéfices des entreprises (construire un hôpital ou un porte-avions génère de la croissance)[non neutre]. Ils considèrent que c'est le contrôle de la production qui peut permettre un développement social et écologique, non sa quantité dans l'absolu. Les militants de Lutte ouvrière et du Parti communiste français, notamment, reprochent aux militants de la décroissance de ne pas s'en prendre directement aux dirigeants du capitalisme et de culpabiliser les travailleurs en remettant en cause la notion même de pouvoir d'achat, qu'ils considèrent comme indépassable. Cette critique est contrecarrée par Serge Latouche, qui affirme que l'« on pourrait paradoxalement présenter la décroissance comme un projet radicalement marxiste. Que le marxisme (et peut-être Marx lui-même) aurait trahi. La croissance n’est, en effet, que le nom « vulgaire » de ce que Marx a analysé comme accumulation illimitée de capital, source de toutes les impasses et injustices du capitalisme ».
Tout en reconnaissant un « effet pédagogique » à la mise en avant du concept de décroissance et la justesse de sa mise en cause du développement durable, Jean Zin voit dans le courant décroissant « un certain volontarisme idéaliste » et « une surévaluation du politique alors que les forces sociales qui seraient nécessaires manquent absolument ».

## Concepts divers

### «Effet rebond»
L'« effet rebond », couramment utilisé en économie de l'énergie, décrit l'effet d'une amélioration d'efficacité de l'utilisation d'une ressource sur sa demande : si l'efficacité d'utilisation augmente d'1 %, la consommation diminue dans une proportion bien moindre, et peut même augmenter dans certains cas. Certains partisans de la décroissance postulent un « effet rebond » systématique : selon eux, tout progrès technique, toute amélioration de productivité, au lieu de diminuer la consommation de matières premières et d'énergie, conduirait au contraire à produire beaucoup plus, donc à consommer davantage. La théorie économique a étudié ce phénomène dès le XIXe siècle. Les travaux de l'économiste anglais William Stanley Jevons ont ainsi donné naissance au paradoxe de Jevons. En 1980, cette question a été reprise de manière indépendante par les économistes Khazoom et Brookes dont les travaux sont à la base du postulat de Khazzoom-Brookes. Ce postulat globalise deux types d'effets, des effets microéconomiques — sur le comportement des consommateurs ou des producteurs individuels — et des effets macroéconomiques — sur le fonctionnement général de l'économie. Si les premiers entraînent généralement un effet rebond nettement inférieur à l'économie réalisée, les seconds induisent, selon le postulat, un rebond supérieur à cette économie. Ces constats sont compatibles aussi bien avec la théorie économique qu'avec les observations. Il n'en reste pas moins que le postulat de Khazzoom-Brookes fait l'objet de débats.
Par exemple, dans le cas du charbon étudié par Jevons, l'invention par James Watt d'une machine à vapeur plus économe en charbon n'a pas eu pour effet de réduire la consommation de charbon en Angleterre. En effet, cette invention qui permettait de produire autant d'énergie pour une consommation de charbon plus faible, a en fait permis de produire plus d'énergie sans augmenter les coûts. Il en est résulté une augmentation de la consommation de charbon. Ainsi, Jevons montre par cet exemple que les progrès techniques visant à réduire la consommation d'une ressource ne permettent pas forcément d'atteindre cet objectif du fait d'un effet pervers, l'effet rebond.

### «Effet débond»
Répondant au principe sus-évoqué, François Schneider introduit le concept d'effet débond qui, sur le plan individuel, passerait par une acceptation d'un mode de vie personnel en harmonie avec une simplicité volontaire : autrement dit, les gains de productivité doivent être investis en temps gagné pour des loisirs non « consommateurs » de ressources pour la planète, et non pas réinvestis par « effet rebond » pour accélérer cette consommation[réf. souhaitée]. La réduction du temps de travail est un de ces actes volontaires qui correspondent à l'effet débond.
Les militants de la décroissance proposent par conséquent des solutions qu'ils considèrent comme pratiques et rationnelles pour réduire autant que possible toute forme de gaspillage ou de dépendance énergétique.

### Décroissance soutenable
Le concept de décroissance soutenable fait référence au développement durable. Il en reprend l'objectif, qui est de « répondre aux besoins des générations actuelles, sans pour autant compromettre la capacité des générations futures à répondre à leurs propres besoins ».
Les tenants de la « décroissance soutenable » ajoutent que cet objectif ne peut correspondre qu'à une diminution de l'empreinte écologique collective et individuelle dans les situations où le seuil de durabilité est dépassé. Cela conduit à la nécessité politique d'organiser, voire d'imposer les changements requis. Le terme « soutenable » traduit alors le souhait que les politiques engagées ne provoquent pas d'effondrement catastrophique de la société.

### Décroissance équitable
La décroissance équitable regroupe les objecteurs de croissance qui souhaitent concilier les contraintes environnementales avec le souci de justice sociale par un retour au politique. Ces militants se sont retrouvés en 2006 lors des États Généraux de la décroissance équitable à Lyon. Ils comptent aussi parmi les organisateurs du contre-Grenelle de l'environnement.
Ces militants sont souvent adeptes du revenu de base inconditionnel et du revenu maximal autorisé. Paul Ariès est l'un des principaux théoriciens de ce courant avec sa proposition de nouveau paradigme de gratuité de l'usage et de renchérissement du mésusage. Ces thèses sont notamment développées dans les journaux La Décroissance et Le Sarkophage.

### Décroissance matérielle
Le concept de « croissance économique par la décroissance matérielle » — dans un contexte d'ingénierie de produits matériels — est fondée sur la notion de « décroissance matérielle » définie comme l'emploi :
- de moins d'énergie et de travail mécanique (mesurés en joules) en phase de conception de produit — c'est-à-dire « faire mieux avec moins d'énergie » ;
- de moins de matériau et de matière (mesurés en kilogrammes) en phase de fabrication de produit — c'est-à-dire « faire mieux avec moins de matière » ;
- de moins de chimie et de pollution (mesurées en particules nocives) en phase d'exploitation de produit — c'est-à-dire « faire mieux avec moins de pollution » ;
- de moins d'empreinte et de déchets ultimes (mesurés en kilogrammes) en phase de recyclage de produit — c'est-à-dire « faire mieux avec moins de déchets »,

pour aboutir à un produit matériel éco-conçu — c'est-à-dire écologique et économique — et à la notion de « croissance économique frugale » résultant notamment :
- de nombreux consommateurs demandant à acheter un nouveau produit éco-conçu, performant (c'est-à-dire en énergie, en matériaux, en propreté, en déchets) et robuste (c'est-à-dire durable),
- de la rareté de l'offre par manque de concurrents capables de mobiliser autant de connaissances innovantes et d'intelligence en éco-conception,
- d'une création de valeur économique résultant d'une forte demande de produits onéreux et préférés des clients.

La décroissance matérielle nécessite alors beaucoup de progrès technologiques, de progrès scientifiques continus et d'intelligence collective, et aboutit à la notion de « frugalité matérielle ».

## Dans l'opinion
Un sondage Odoxa réalisé en septembre 2015, avant la COP21, révèle que 34 % des 15-30 ans estiment qu’il faut « changer totalement notre mode de vie et prôner la décroissance ».
Selon un sondage Odoxa réalisé en décembre 2019 et mai 2020, les Français se disent favorables à 67 % à la décroissance, définie comme « la réduction de la production de biens et de services pour préserver l'environnement et le bien-être de l'humanité ».

## Citations récentes
« Le mot « décroissance » fait très peur. On croit qu'on va chuter, régresser. Mais, de toute façon, les Européens régressent déjà. Notre niveau de vie baisse. À partir de là, soit on le subit totalement et on continue de fantasmer un monde qui ne sera plus le nôtre, soit on le prend de façon positive et on décide de changer de style de vie et de s'orienter vers des choses plus intéressantes. Il faut tout refaire en plus petit, même si c'est très exigeant. »

— Dominique Bourg, philosophe, Université de Lausanne, France TV info, 10 septembre 2015

« Il est pour moi, comme pour beaucoup d'autres, évident qu'affirmer être de gauche ou prôner une quelconque écologie politique sans être antiproductiviste n'est qu'une mystification. »

— Thierry Noël, candidat pour la décroissance aux élections législatives partielles de 3e circonscription de l'Aveyron, La Dépêche du Midi, 3 septembre 2015

« La décroissance c'est le seul moyen qu'on ait trouvé pour contrecarrer un autre slogan mystificateur lancé par une bande de criminels en cols blancs […] le développement durable. »

— Serge Latouche, économiste, Radio télévision suisse, 5 août 2015

« L'heure est venue d’accepter une certaine décroissance dans quelques parties du monde. »

— Pape François, Encyclique Laudato si', 18 juin 2015

#### Ouvrages

##### Années 2020
- Timothée Parrique, Ralentir ou périr, l'économie de la décroissance, Seuil, 2022

##### Années 2010
- Yves-Marie Abraham, Guérir du mal de l'infini. Produire moins, partager plus, décider ensemble, Écosociété, 2019.
- Serge Latouche, La décroissance, Que sais-je ?, 2019  (ISBN 978-2130810131)
- André Gorz, Éloge du suffisant, Presses universitaires de France, 2019
- André Gorz, Penser l'avenir : Entretien avec François Noudelmann, La Découverte, 2019
- Assen Slim et Marc Prieto, Consommer moins pour vivre mieux ? Idées reçues sur la décroissance, Cavalier bleu, 2019
- Serge Latouche, Comment réenchanter le monde. La décroissance et le sacré, Rivages, 2019
- Alain de Benoist, Décroissance contre illimitation, Pierre-Guillaume De Roux, 2018
- Philippe Roch, Croissance decroissance, Pour une transition écologique, Jouvence, 2018
- Paul Ariès, Désobéir et grandir. Vers une société de décroissance, Serge Mongeau, 2018
- Thierry Brugvin (dir.), Six chemins pour une décroissance solidaire, éditions du Croquant, 2018
- Michel Bory, Archipel de la décroissance, Aire, 2018
- Marzia Bosoni et Alessandro Caselli, La décroissance sans fuir la ville. Deux ans de décroissance en famille, Babelcube, 2018
- Cédric Biagini, David Murray et Pierre Thiesset (coordination), Aux origines de la décroissance : Cinquante penseurs, Paris/Vierzon/Montréal, Québec, L'Échappée - Le Pas de côté - Écosociété, 2017, 312 p. (ISBN 978-2-37309-017-8)
- Bernard Christophe, La décroissance écologique transforme l'entreprise, éditions L'Harmattan, 2017
- Isabelle Cassiers, Kevin Maréchal, Dominique Méda, Vers une société post-croissance, Les éditions de l'Aube.
- Agnès Sinaï et Mathilde Szuba (dir.), Gouverner la décroissance. Politiques de l’Anthropocène III, Presses de Sciences Po.
- Tim Jackson, Prospérité sans croissance. Les fondations pour l’économie de demain, De Boeck
- Serge Latouche, Les précurseurs de la décroissance. Une anthologie, Le Passager clandestin, 2016
- Florence Jany-Catrice et Dominique Méda, Faut-il attendre la croissance ?, La Documentation française, 2016
- Guy Jacques, Oser la décroissance : un état des lieux du mouvement en France[167].
- Agnès Sinaï (dir.), Économie de l’après-croissance. Politiques de l’Anthropocène II, Presses de Sciences Po, 2015  (ISBN 978-2-7246-1755-9)
- Daniel Cohen, Le monde est clos et le désir infini, Albin Michel, 2015  (ISBN 978-2-226316-74-5)
- Giacomo D'Alisa, Federico Demaria et Giorgos Kallis, Décroissance. Vocabulaire pour une nouvelle ère, Le passager clandestin, 2015  (ISBN 978-2-369350-46-0)
- Guy Jacques, Oser la décroissance, L'Harmattan, 2015  (ISBN 978-2-343065-83-0)
- Louis Marion, Comment exister encore ? : capital, techno-science et domination, Montréal, Écosociété, mars 2015, 163 p. (ISBN 978-2-89719-198-6)
- Collectif, Vivre la simplicité volontaire. Histoire et témoignages, L'Échappée
- Pierre Thiesset et Cédric Biagini, La décroissance, vivre la simplicité volontaire, L'Échappée, 2014  (ISBN 978-2915830-89-7)
- Collection Les précurseurs de la décroissance, éditions Le passager clandestin, 2013-2014[168]
- Michel Lepesant, Politique(s) de la décroissance. Propositions pour Penser et Faire la transition, Les Éditions Utopia, juin 2013  (ISBN 978-2-919160-12-9)
- Agnès Sinaï (dir.), Penser la décroissance, Politiques de l'Anthropocène, Presses de Sciences Po, 2013  (ISBN 978-2-7246-1300-1)
- Jean Cornil et Bernard Legros, La pertinence de l'escargot. En route vers la décroissance!, éd. Sang de la Terre, 2013  (ISBN 978-2-869852-81-5)
- Vincent Liegey, Stéphane Madelaine, Christophe Ondet, Anne-Isabelle Veillot, Un projet de décroissance. Manifeste pour une dotation inconditionnelle d’autonomie, préface de Paul Ariès, Éditions Utopia, 2013  (ISBN 978-2-35472-189-3)
- Dominique Méda, La mystique de la croissance. Comment s'en libérer, Flammarion, 2013
- Frédéric Dufoing, L'Écologie radicale, Infolio, coll. « Illico », 2012 (ISBN 9782884749442), chap. V (« Le décroissantisme »), p. 99-131
- Michel Lepesant (dir.), Notre décroissance n'est pas de droite, éd. Golias, 2012  (ISBN 978-2-919160-12-9)
- Paul Ariès (dir.), Décroissance ou récession. Pour une décroissance de gauche, éd. Parangon, 2011  (ISBN 978-2-841902-11-8)
- Maurizio Pallante, La Décroissance heureuse, Ed. Nature & Progrès, 2011  (ISBN 978-2-93038643-0)
- Timothée Duverger, La Décroissance, une idée pour demain, Éditions Sang de la Terre, 2011  (ISBN 978-2-869852-57-0)
- Yves-Marie Abraham, Louis Marion et Hervé Philippe, Décroissance versus développement durable, Écosociété, 2011  (ISBN 978-2-923165-51-6)
- Jean Aubin, Croissance infinie, la grande illusion, Éditions LME, 2010  (ISBN 978-2-36026-003-4) ; La Tentation de l'Ile de Pâques, Éditions LME, 2010  (ISBN 978-2-36026-008-9)
- Paul Ariès, Décroissance & gratuité, Golias, 2010  (ISBN 978-2-354720-71-1)
- Paul Ariès, La simplicité volontaire contre le mythe de l'abondance, La Découverte, 2010  (ISBN 978-2-707169-74-7)
- Tim Jackson, Prospérité sans croissance, De Boeck, 2010  (ISBN 978-2-804132-75-0)
- Denis Bayon, Fabrice Flipo et François Schneider, La décroissance. Dix questions pour comprendre et en débattre, La découverte, 2010  (ISBN 978-2-707173-13-3)
- Serge Latouche et Didier Harpagès, Le Temps de la décroissance, éditions Thierry Magnier, 2010  (ISBN 978-2-35687-202-9)
- Jean Gadrey, Adieu à la croissance. Bien vivre dans un monde solidaire, Les Petits Matins, 2010  (ISBN 978-2-915879-78-0)
- Serge Latouche, Vers une société d'abondance, contresens et controverses sur la décroissance, Mille et une nuits, 2011  (ISBN 978-2-75550-588-7)
- Serge Latouche, article « Décroissance », in Dominique Bourg et Alain Papaux, Dictionnaire de la pensée écologique, Presses universitaires de France, 2015  (ISBN 978-2-13-058696-8).

##### Années 2000
- Stéphane Lavignotte, La Décroissance est-elle souhaitable?, éd. Textuel, 2009  (ISBN 978-2-845973-57-2)
- La décroissance économique (pour la soutenabilité écologique et l’équité sociale) par un collectif sous la direction de Baptiste Mylondo, éditions du Croquant, 2009
- Frédéric Durand, La décroissance: rejet ou projets? Croissance et développement durable en question, Éditions Ellipses, Paris, 2008  (ISBN 9782729837440)
- Bernard Christophe, L'entreprise et la décroissance soutenable, éditions L'Harmattan, 2007
- Alain de Benoist, Demain, la décroissance ! Penser l'écologie jusqu'au bout, E-dite, 2007  (ISBN 978-2846082235)
- Serge Latouche, Petit traité de la décroissance sereine, Mille et une nuits, 2007  (ISBN 978-2-75550-007-3)
- Serge Latouche, Le Pari de la décroissance, Fayard, 2006  (ISBN 2213629145)
- Cyril Di Méo, La face cachée de la décroissance. La décroissance : une réelle solution face à la crise écologique ?, Éditions L'Harmattan, Paris, 2006  (ISBN 2296012248)
- Jean-Pierre Tertrais, Du développement à la décroissance, éditions du Monde Libertaire, 2006
- Nicolas Ridoux, La décroissance pour tous, Éditions Parangon, 2006  (ISBN 2841901556)
- Gérard Moreau, Dictature de la croissance, Ginkgo éditeur, 2005  (ISBN 978-2-846790-33-8)
- Jean-Claude Besson-Girard, Decrescendo cantabile. Petit manuel pour une décroissance harmonique, Lyon, Parangon, 2005
- Paul Ariès, Décroissance ou barbarie, éditions Golias, 2005
- Michel Bernard, Vincent Cheynet et Bruno Clémentin (dir.)(dir), *Objectif décroissance, vers une société harmonieuse, Éditions Parangon, 2003,  (ISBN 2841901211)
- Jean Aubin, Croissance, l'Impossible nécessaire, Éditions Planète Bleue, 2003  (ISBN 978-2-95195-363-5)

##### Années 1990
- Gilbert Rist, Le développement : histoire d'une croyance occidentale, Presses de Sciences Po, Paris, 1996. 4e éd. revue et augmentée  (ISBN 9782724612790)
- Albert Jacquard, Voici le temps du monde fini, Le Seuil, 1991

##### Années 1980
François Partant, La Fin du développement. Naissance d'une alternative ?, La Découverte / Maspéro, 1982. Réed. Actes Sud, 1997

##### Années 1970
- Nicholas Georgescu-Roegen, Demain la décroissance. Entropie, écologie, économie [The Entropy Law and the Economic Process]. Traduction, présentation et annotation Jacques Grinevald et Ivo Rens. Lausanne, Pierre-Marcel Favre, 1979. 21 cm, 157 p. [lire en ligne][La décroissance. Entropie, écologie, économie. 2e édition revue et augmentée. Traduit et présenté par Jacques Grinevald et Ivo Rens. Paris, Sang de la Terre, 1995. 21 cm, 220 p. ; 3e édition revue. Paris, Sang de la Terre et Ellébore, 2006. 22,5 cm, 304 p.]
- André Gorz, Écologie et politique, Le Seuil, 1978 (2e édition augmentée).
- Donella Meadows, Dennis Meadows, Jørgen Randers et William Behrens, The Limits to Growth, 1972. Traduction : Les limites de la croissance (dans un monde fini), L'Échiquier, 2012

#### Articles
- Timothée Duverger, « Décroissance : histoire d'une idée », Encyclopédie pour une histoire nouvelle de l'Europe, 2016.
- Vincent Liegey et Sophie Caillat, « Un projet décroissant : « Faire payer le prix réel de ce qu’on consomme » », Rue89, L'Obs, février 2013 (lire en ligne)
- Dossier « Décroire dans la croissance », Rouge et Vert no 333, novembre 2011, pages 7-13, avec des contributions de Michel Lepesant, Stéphanie Treillet, Stéphane Lavignote
- Éric Dupin, « La décroissance, une idée qui chemine sous la récession », Le Monde diplomatique, août 2009
- Timothée Duverger, « Écologie et autogestion dans les années 1970. Discours croisés d'André Gorz et de Cornelius Castoriadis », in Écologie & Politique, no 46, Paris, Presses de Sciences Po, 2013/1
- Dossier « Décroissance et socialisme », Pages de gauche, no 64, février 2008, [lire en ligne]
- Dossier « Travailler moins pour vivre mieux », Courrier international, no 896, 3 janvier 2008, [lire en ligne]
- « La décroissance est-elle un remède », La Nef, no 187, novembre 2007
- Dossier « Sens de la décroissance », EcoRev, no 26, printemps 2007, [lire en ligne]
- Jean-Marie Harribey, « Les théories de la décroissance : enjeux et limites », Cahiers français, Développement et environnement, no 337, mars-avril 2007, p. 20-26
- (en) From limits to growth to degrowth within French green politics. Baris Gencer Baykan, Environmental Politics, volume 16(3), juin 2007, p. 513-517
- Jacques Grinevald, « Histoire d'un mot. Sur l'origine historique de l'emploi du mot décroissance », Entropia, Parangon, no 1, automne 2006, p. 185-188
- « Décroissance : penser la transition », S!lence, no 336, juin 2006
- « Les objecteurs de croissance », Le Monde 2, no 110, 25-31 mars 2006, p. 18-25
- « Décroissance : prise de conscience individuelle et démarche collective » in No pasarán, no 33, octobre 2004
- Geneviève Azam, « Entre croissance et décroissance, réinventer le politique », Mouvements, no 32, mars-avril 2004. [lire en ligne] [PDF]
- Serge Latouche, « Pour une société de décroissance », Le Monde diplomatique, novembre 2003 (lire en ligne)
- « Objectif décroissance », collectif, revue S!lence
- « Défaire le développement, refaire le monde », numéro spécial, L'Écologiste no 6, hiver 2001
- Michel Weber, « Paradoxes et contradictions de la pensée de la décroissance », in Paul Ariès (sous la direction de), Décroissance ou récession. Pour une décroissance de gauche, Lyon, Éditions Parangon, 2011, p. 83-88 ; « Pourquoi la croissance ? » Les Zindigné(e)s ! — La vie est à nous, janvier 2015, p. 18-20

#### Thèses
- François Briens, « La décroissance au prisme de la modélisation prospective : Exploration macroéconomique d'une alternative paradigmatique », thèse de doctorat en « Contrôle, Optimisation, Prospective », soutenue le 14 décembre 2015, École nationale supérieure des mines de Paris (résumé/SUDOC).
- (en) Timothée Parrique, The political economy of degrowth (thèse de doctorat en sciences économiques), Stockholms universitet, 2019, 860 p. (lire en ligne).
- Laurent Lievens, La décroissance comme mouvement social ? Discussion théorique, perspective critique et analyse sociologique de l'action militante, thèse de doctorat en sciences politiques et sociales, soutenue le 23 février 2015, Université catholique de Louvain (UCLouvain).

#### Romans et nouvelles
La vague montante, de Marion Zimmer Bradley (1955)

#### Médias
- La Décroissance, édité par l'association Casseurs de pub
- Demain La Décroissance
- Entropia, revue d'étude théorique et politique de la décroissance[44]
- L'Objecteur de croissance, revue trimestrielle du Mouvement québécois pour une décroissance conviviale
- S!lence a publié dès 1993 un premier dossier intitulé « Le temps de la décroissance », puis s'est spécialisée sur cette question et fait paraître de nouveaux dossiers sur cette thématique environ trois à quatre fois par an depuis février 2002. Le livre Objectif décroissance (2003) rassemble des articles publiés dans S!lence
- Les Zindigné(e)s, journal des gauches antiproductrices et objectrices de croissance
- Moins !, journal romand d'écologie politique[169]
- Kaïros, journal antiproductiviste pour une société décente[170]

### Filmographie
- Pour mieux comprendre la Décroissance Politique : dix entretiens de Vincent Moreau avec Vincent Liegey [présentation en ligne] (2012)
- Consommer à en mourir : vivez, prospérez, consommez ! La crise du consumérisme (Titre original : Shop 'Til You Drop, The Crisis of Consumerism) documentaire de Gene Brockhoff, Media Education Foundation (États-Unis) et Radio Canada (2010)
- Prêt à jeter documentaire de Cosima Dannoritzer (2010)
- La Fin de la pauvreté ? documentaire de Philippe Díaz avec la voix de Charles Berling, réalisé par Cargo Films; titre original : The End of Poverty (2009)
- Hommage à Nicholas Georgescu-Roegen, documentaire de Vincent Liegey avec Jacques Grinevald, réalisé par Debora Blake [présentation en ligne] (2008)
- Simplicité volontaire et Décroissance, trois documentaires de Jean-Claude Decourt (UTOPIMAGES) [présentation en ligne] (2007, 2009, 2010)
- Volem rien foutre al païs et Attention danger travail, documentaires de Pierre Carles, Christophe Coello et Stéphane Goxe (2007 et 2003)
- Les Glaneurs et la Glaneuse d'Agnès Varda (2000)
- La Belle Verte fiction de Coline Serreau (1996)
- L'Île aux fleurs court-métrage de Jorge Furtado (1989)
- Il était une fois… l'Homme d'Albert Barillé, dernier épisode d'un dessin animé, intitulé Il était une fois… la Terre (1978)[171]
- L'An 01, comédie de Jacques Doillon et Gébé (1973)

### Radio
- Jean Lebrun, Gaetano Manfredonia, « Les anarchistes et l'écologie », La marche de l'histoire, France Inter, 16 février 2015, écouter en ligne.

#### Notions décroissantes
- Antipub
- Autosuffisance
- Autogestion
- Autonomie
- Consommation collaborative
- Consommation responsable
- Déconsommation
- Don (acte)
- Écocitoyenneté
- Écologisme : Décroissance
- Économies d'énergie
- Freeganisme
- Jardinage urbain
- Low-tech
- Mouvement doux
- Outil convivial
- Partage du temps de travail
- Permaculture
- Rénovation énergétique
- Slow Food
- Sobriété économique
- Troc

Notions connexes
- Anticapitalisme
- Biens communs
- Bonheur national brut
- Cittaslow
- Club de Rome
- Collapsologie
- Critique du développement
- Croissance verte - Découplage
- Écologie politique
- Écologisme : Approche post-croissance préventive
- Économie de fonctionnalité
- Économie du bonheur
- Économie écologique
- Économie sociale
- Écomodernisme
- État stationnaire (économie)
- Extractivisme
- Grands travaux inutiles
- Indicateur de progrès véritable
- Indice de développement humain
- Malthusianisme économique
- Néo-luddisme
- Obsolescence programmée
- Réseau d'échanges de pratiques alternatives et solidaires
- Risques d'effondrements environnementaux et sociétaux
- Sortie de l'économie
- Système d'échange local (SEL)
- Système participatif de garantie
- Technocritique
- Ville en transition

#### Sujets de contestation
- État-providence
- Énergie nucléaire
- Agriculture intensive
- Croissance économique
- Développement durable
- Développement économique et social
- Effet rebond (économie)
- Hyperdistribution
- Marchandisation
- Modernisation
- Progrès technique
- Productivisme
- Division du travail
- Produit intérieur brut
- Utilitarisme
- Valeur-travail (économie)
- Valeur travail (idéologie)
- Urbanisation
- Planification familiale

#### Divers
- Casseurs de pub
- La Décroissance (journal)
- Parti pour la décroissance

#### Inspirateurs (XIXesiècle-XXesiècle)
- Henry David Thoreau (1817-1862)
- Pierre Kropotkine (1842-1921)[172]
- Rabindranath Tagore (1861-1941)
- Walter Benjamin (1892-1940)
- Le Naturien (journal-1898)[172]
- Murray Bookchin (1921-2006)
- Cornelius Castoriadis (1922-1997)
- Bernard Charbonneau (1910-1996)
- Alexandre Chayanov (1888-1937)
- Gandhi (1869-1948)
- Lanza del Vasto (1901-1981)
- Jacques Ellul (1912-1994)[172]
- Ivan Illich (1926-2002)[172]
- Patrick Geddes (1834-1932)
- Nicholas Georgescu-Roegen (1906-1994)[172]
- André Gorz (1923-2007)[172]
- William Morris (1834-1896)
- Lewis Mumford (1895-1990)
- George Orwell (1903-1950)
- John Ruskin (1819-1900)
- Simone Weil (1909-1943)[172]
- Ernst Friedrich Schumacher (1911-1977)

#### Théoriciens (XXesiècle-XXIesiècle)
- Paul Ariès (1959)
- J. G. Ballard (1930-2009)
- Mauro Bonaiuti (en) (1962)
- Dominique Bourg (1953)
- Vincent Cheynet (1966)
- Yves Cochet (1946)
- Herman Daly (1938)
- Jacques Grinevald (1946)
- Serge Latouche (1940)
- Vincent Liegey (1979)
- Dennis Meadows (1942)
- Jean-Claude Michéa (1950)
- Timothée Parrique (1989)
- François Partant (1926-1987)
- Majid Rahnema (1924-2015)
- Gilbert Rist (1938-2023)
- Kirkpatrick Sale (1937)
- François Schneider (1967)
- Agnès Sinaï (1966)